# カノン砲

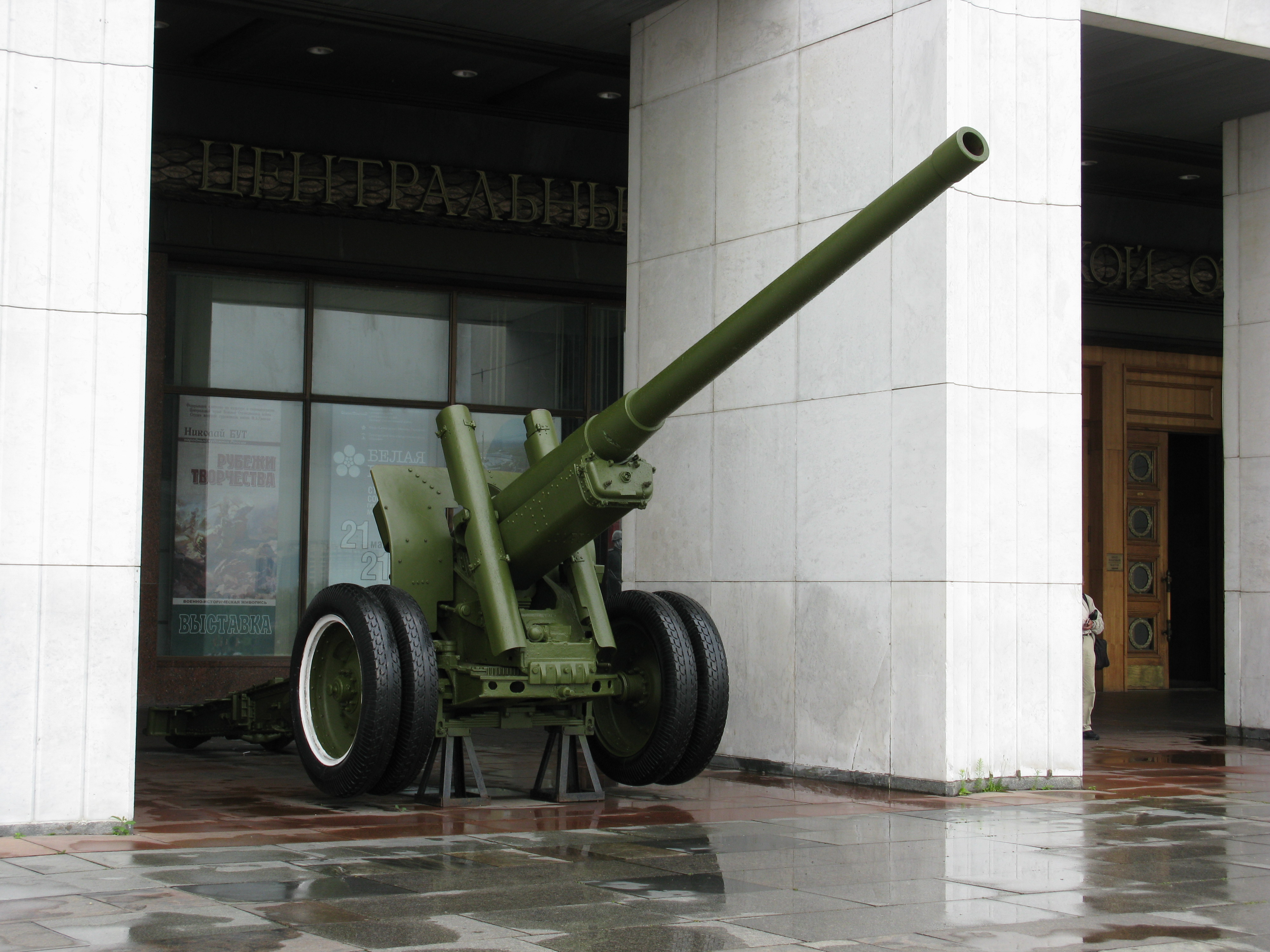
独ソ戦時、赤軍が主力カノン砲として運用したA-19 122mmカノン砲

カノン砲（カノンほう、加農砲）およびカノン（加農 英:cannon）は、大砲の一種。キャノン砲とも呼ばれる。現代の定義は同口径の榴弾砲に比べて砲口直径（口径）に対する砲身長（口径長）が長く、高初速・長射程であるが重量とサイズは大きく、やや低仰角の射撃を主用する（#定義）。しかしながら、概ね冷戦後の現代は火砲の進化（榴弾砲の長砲身化）による砲種の統廃合（榴弾砲の統一）により、榴弾砲とカノン砲の区別は無くなっている（#歴史）。

## 定義

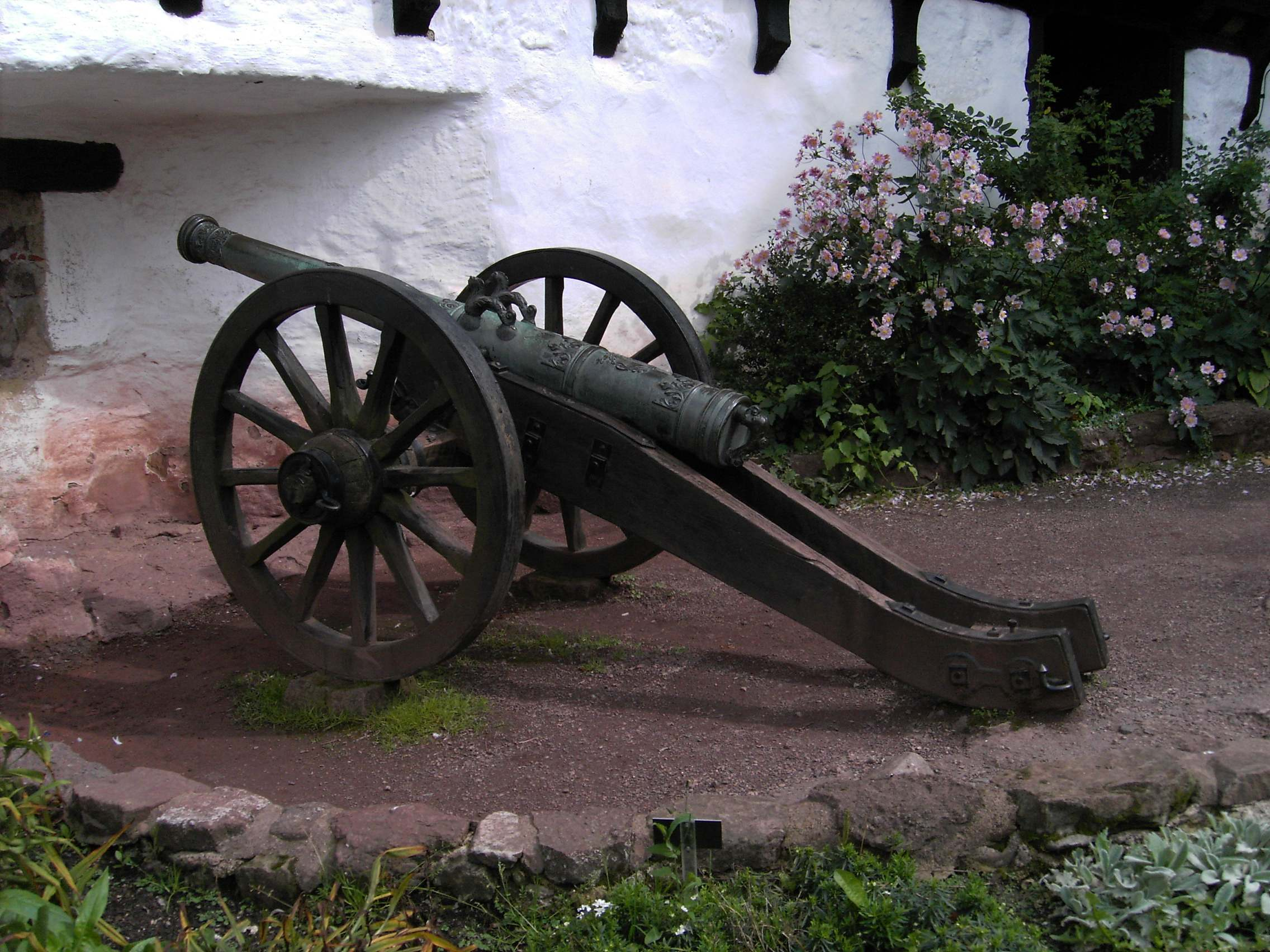
17世紀当時のドイツ（ヴァルトブルク城）のカノン砲

カノン砲(gun)は16世紀から17世紀の間は砲弾（弾丸）重量42ポンド以上の大口径の滑腔砲の呼称として用いられた。また、「半カノン砲(Demi-cannon)」という砲は弾丸重量は32ポンドであった。その後、榴弾が発明され三十年戦争を機に野戦においても火砲が多用されるようになると（野戦砲）、榴弾を主に曲射弾道で射撃し（曲射砲）、野戦に便利なように砲身をある程度短くするなどした火砲は「榴弾砲」、これまでのように砲丸や散弾による直射（平射砲）を主に行う火砲は「カノン砲」と区別して運用されるようになった。
しかし、駐退復座機が開発され火砲が飛躍的な進化を遂げた19世紀末以降、カノン砲でも比較的仰角をとった曲射の間接射撃を行うようになり、火砲の全盛期であった20世紀中半・第二次世界大戦頃までは「榴弾砲は30口径前後まで、カノン砲はそれ以上」と口径長（砲身長）で両砲を大まかに区別するようになった。

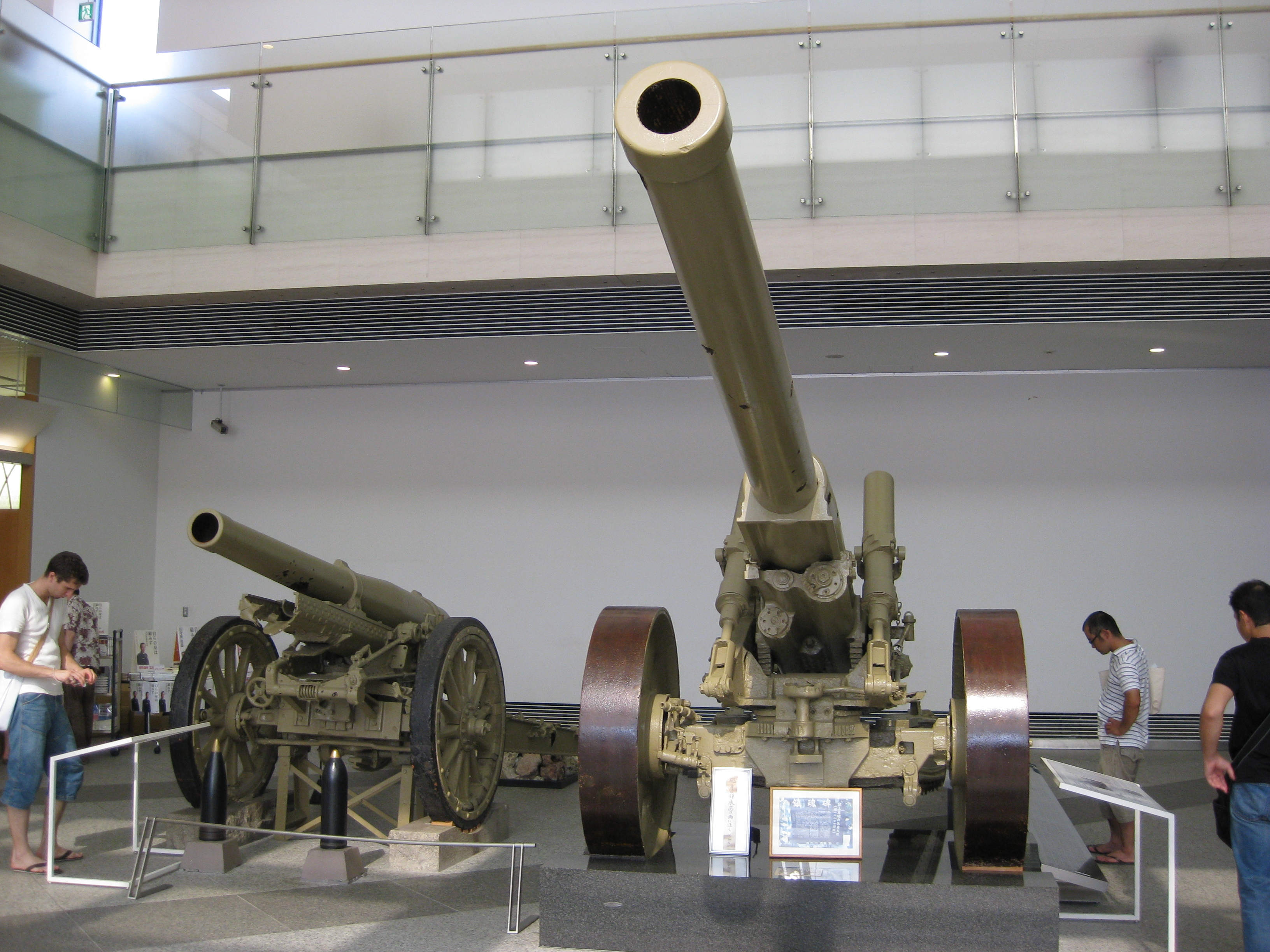
右・八九式十五糎加農（口径149.1mm・口径長40・砲身長5.96m・初速734.5m/s・最大射程18,100m・戦闘重量10,422kg）
左・九六式十五糎榴弾砲（口径149.1mm・口径長23.5・砲身長3.53m・初速540m/s・最大射程11,900m・戦闘重量4,140kg）

カノン砲は（同口径の）榴弾砲と比較して、砲弾に緩焼性の比較的高い多量の装薬を用い長砲身のため射程や低伸性に優れるが、射撃時の高い腔圧や大きな反動に耐えるために砲自体の重量は重く仕上がり、サイズも大きく機構も複雑となり生産性や運用性に劣る。カノン砲が主用する砲弾もあくまで榴弾・破甲榴弾・尖鋭弾（遠距離射撃用の榴弾）などであるため、近現代においては使用砲弾の差異によって榴弾砲とカノン砲とが区別される訳ではない。
榴弾砲と異なり高初速で弾道が低伸性に優れるため低仰角（概ね射角45°以下）での遠距離射撃（対砲兵戦等）を得意とし、近中距離の目標を直接照準・零距離射撃で砲撃することも可能でもある。そのため敵に射撃位置が察知されにくく、しばしばゲリラ的戦術による砲撃に用いられた。例としてガダルカナル島の戦いにおいて「ピストル・ピート」の渾名をアメリカ海兵隊につけられた大日本帝国陸軍の九二式十五糎加農や、沖縄戦における八九式十五糎加農による嘉手納飛行場砲撃などが挙げられる。
左掲の八九式十五糎加農（右）と九六式十五糎榴弾砲（左）は、（後者は砲身の強度を上げかつ軽量に抑えられる自緊砲身採用の新鋭榴弾砲であるなど、開発年代に差があるものの）第二次大戦における日本陸軍の主力15cm加農と榴弾砲である。ともに同口径(15cm)の火砲であるが、カノン砲と榴弾砲の違いとして最大射程のみならず砲身長・重量・サイズ・構造が大きく異なる（八九式の放列砲車重量は九六式の2倍以上）。なお、日本陸軍において加農の略称・略字は頭文字を取り「加」および「K」であり、15cm加農は「十五加（15加）」や「15K」などと称していた。なお、榴弾砲は「榴」および「H」。

### 名称
主に幕末以降、欧州の軍隊に範を取り火砲など多くの装備を輸入していた日本では、名称はそのままに本砲を「カノン」と呼称、これに漢字を当て字し「加農」と表記した。建軍以降フランス陸軍やドイツ陸軍に倣い、その後も長きにわたり欧州の影響を受けていた日本陸軍（日本軍）では、この「加農」の名称を受け継ぐとともにまた終始一貫して「加農」の名称を制式かつ正式の表記として使用している（兵器の制式名称・試製名称も「○○式○○糎加農」「試製○○糎加農」と表記する）。「加農」単体では砲であることが伝わりづらいこと、またその語呂の良さから当時の陸軍内外の一部でも便宜的に「加農砲」という呼称が並行して使用されており、また日本陸軍の事実上の後身である陸上自衛隊では、155mm加農砲M2といったように「加農砲」を制式かつ正式の表記として使用することになっているため、現在では「加農砲」および「カノン砲」の表記が一般的となっている。
各言語での名称は英語: gun（ガン）、ドイツ語: Kanone、フランス語: canon、ロシア語: пушкаなど。なお、英語におけるcannonは「火砲」（「砲」）全体を意味し、カノン砲をcanonと称するフランスでは榴弾砲は区別してobusierと称する。
カノンの語源は、ラテン語で中空の茎をもつ葦やアシ笛を意味するカンナ(canna）にイタリア語の接尾辞 -one がついて、カノーネ（cannone）から来ている。

## 歴史

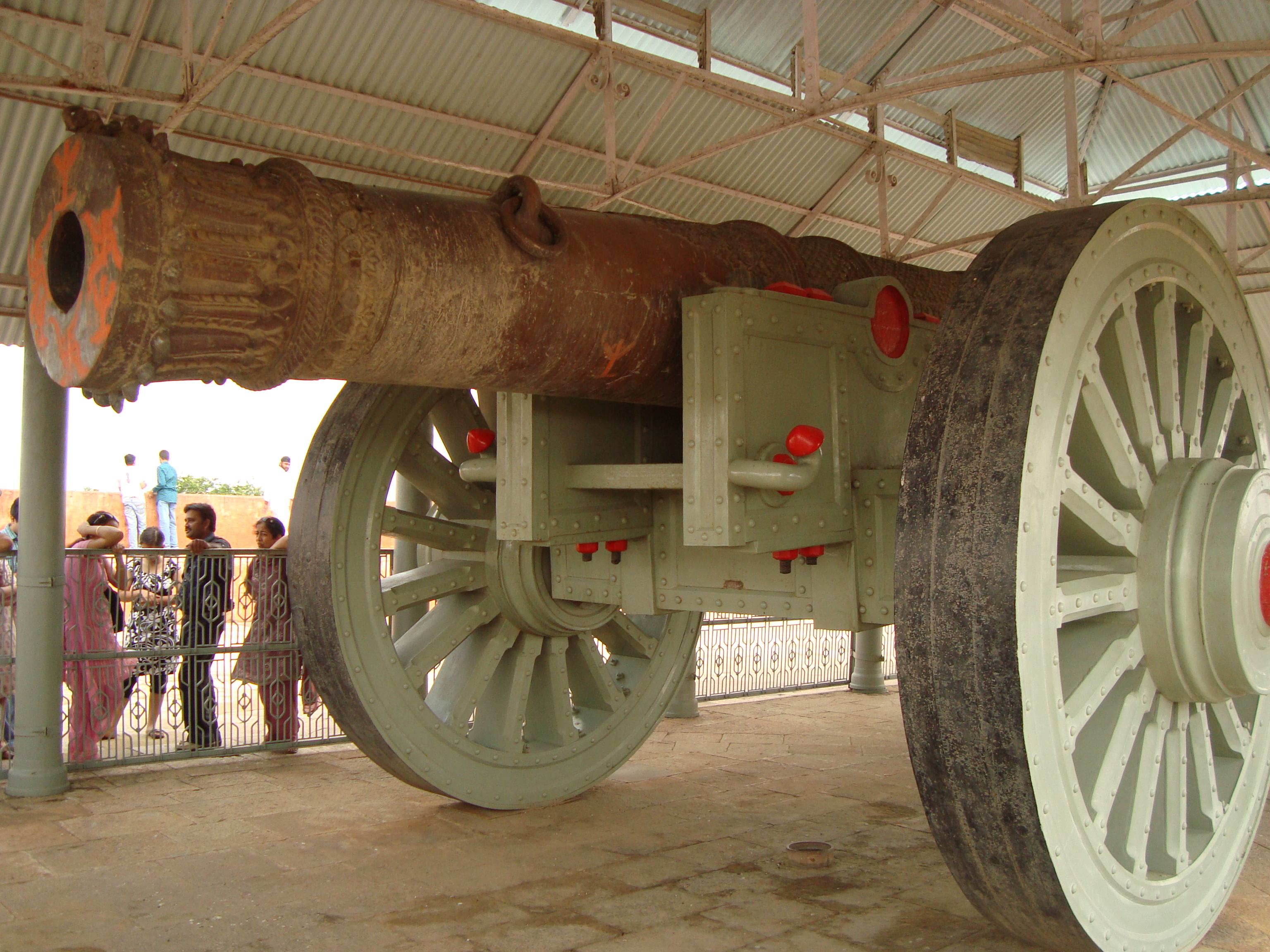
ジャヤ・ヴァナ - インド（ジャイガル要塞）で造られた18世紀当時の世界最大の280mmカノン砲。重量は50トンに及ぶ

### 前装滑腔砲時代
前装式滑腔砲時代では最も重く、大重量の砲弾を発射する重砲にカノンの名を与えている。榴弾砲登場後、カノンは平射野砲全般を指す単語となった。砲弾は主にソリッドショット（無垢の鉄砲丸。ラウンドショットやホールショットとも）を発射するので弾着しても爆発はしない。目標への直接射撃もするが、野戦ではボウリングの玉同様、地面へ弾をバウンドさせて敵兵をなぎ倒すのが主な使用法である。その他、ぶどう弾、キャニスター弾などの散弾。バーショット（伸張弾）、チェーンショット（鎖弾）のような特殊な砲弾も場合によっては撃ち出した。
なお、この時代の砲のサイズは使用する砲弾の重量によって区別される。単位は主に「ポンド」（1ポンド=約453g）だが、メートル法施行後のフランスだと「キログラム」も使われた。よって2ポンド砲は約900gの、4kg砲は4Kgの砲弾を撃ち出す砲と言う意味になる。
艦砲では最大級の68ポンド砲を「カノンロイヤル」または「ダブルカノン」と呼称し、以下42ポンド砲を「ホールカノン（単にカノンとも）」。32ポンド砲を「デミ・カノン」と呼んだ。24ポンド未満の砲や旋回砲も平射砲ではあるが、艦砲の分類ではカルバリン砲グループに分類されて カノン砲扱いはされない事が多い。また、短射程からカロネード砲も含まれない。
その重量故に陸戦では機動性に難があり、特に32ポンド以上の砲は野戦よりも攻城砲や要塞砲として使われるケースが殆どだった。17世紀に入り、仏陸軍でド・ヴァリエール・システムやグリボーバル・システム導入により砲と砲架が軽量化され、口径が標準化された後も、野戦へ投入されるカノン砲は24ポンド砲が最大であった。
19世紀後半、施条砲の開発と砲の長射程化及び榴弾の一般配備によって、カノン砲は最前線で「砲兵が直接視認可能な敵を撃つ」砲から、後方から「弾着観測によって視界外の敵を狙い撃つ」砲へと大きく姿を変える事となる。

### 前装施条砲
前装式施条砲は19世紀中頃から末にかけて運用されたライット・システムを用いる砲。アームストロング砲の爆発事故に見られる様に後装砲の閉鎖に対する信頼性の無さを補うべく、前装砲で施条の恩恵を得んが為に開発された過渡的な砲である。四斤山砲などが代表格だが、砲口装填の為に装填用の施設の整った艦砲や、要塞砲として使われる場合が多かった。
登場前半は前装滑腔砲、後半は後装施条砲と併用され、主流として一時代を築く事は出来なかった徒花であるが、後装砲に比較して製造に要する技術的なハードルが低く、正確に狙えて威力の大きな長弾を使えるのでそれなりに普及した。もっとも普及した理由の一つに、当時の装薬が爆轟性の黒色火薬ゆえ短砲身にせざる得ぬのが（長いと砲身自体が高い腔圧に耐えられず、破壊されてしまう）、面倒な砲口装填を容易にした事情を加味する必要があろう。
この腔圧問題から無煙火薬系の緩燃性装薬が開発され、普及する20世紀までカノン砲は余り長い砲身を持つ事は出来なかった。

### 後装施条砲時代

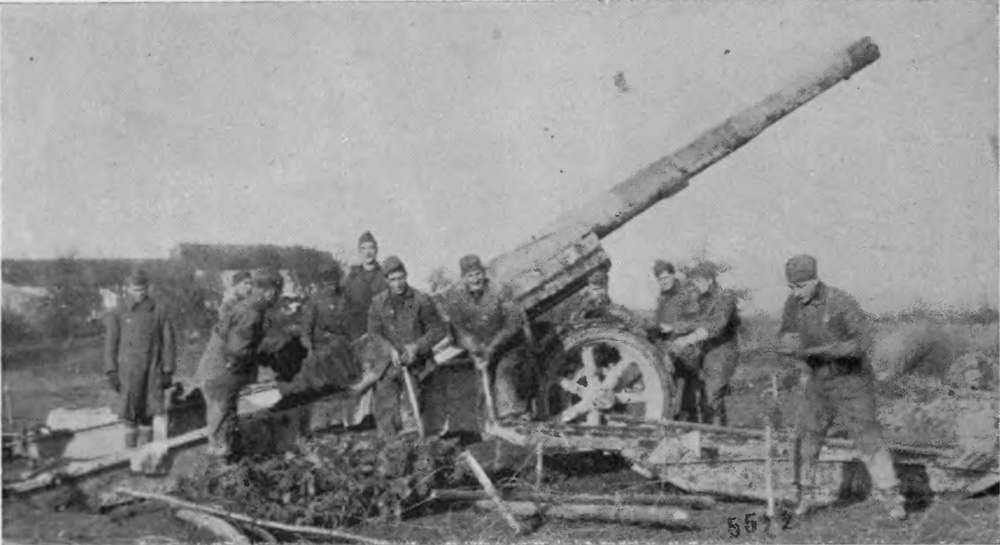
GPF 155mmカノン砲

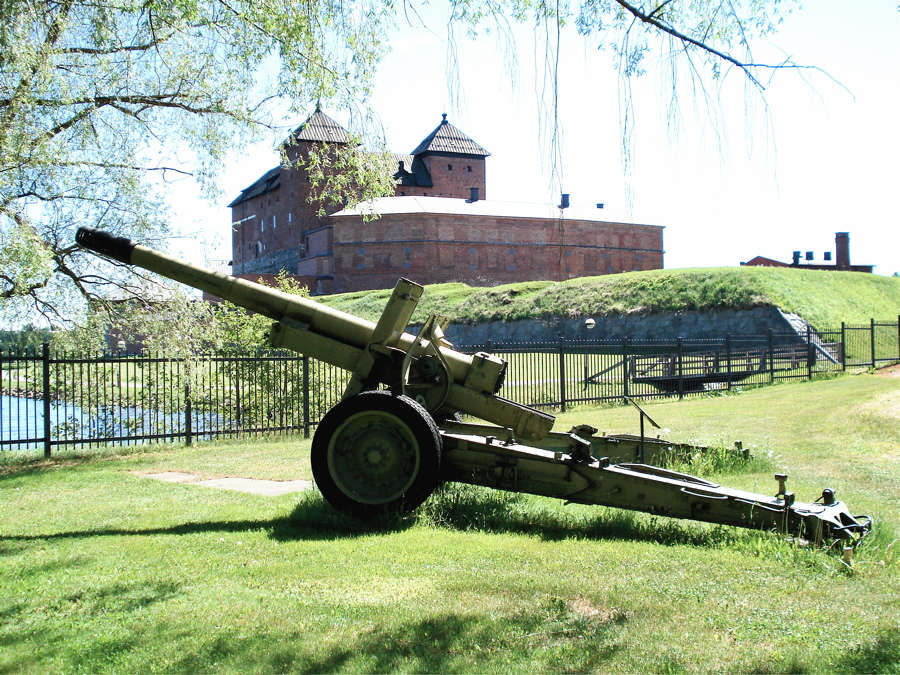
ML-20 152mm榴弾砲

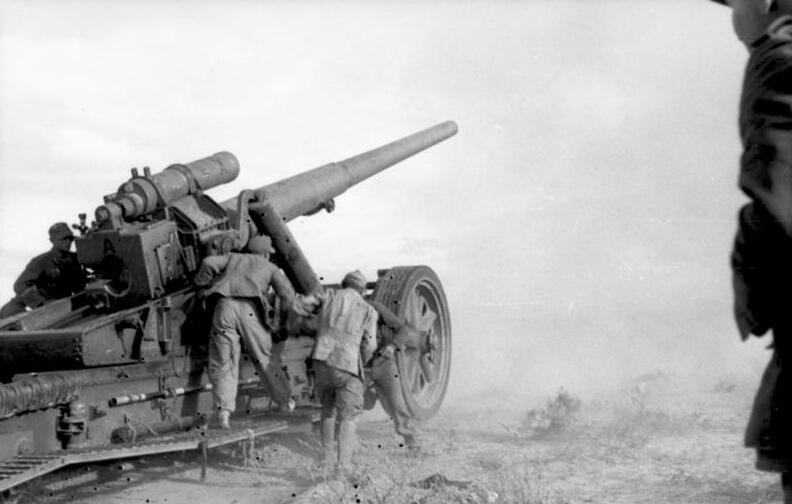
17cm K 18

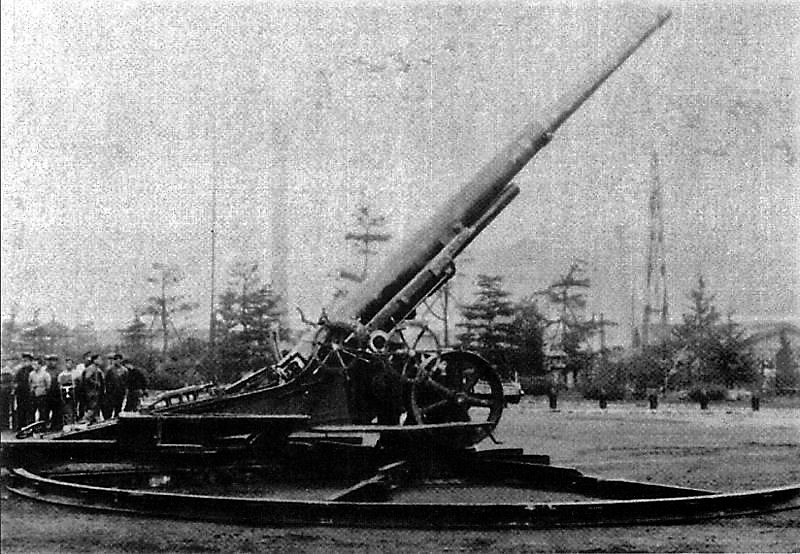
九六式十五糎加農

後装填砲に施条が施された、カノン砲・榴弾砲・野砲（口径100mmクラス以下で70mmクラスが主体の師団砲兵 向け軽カノン砲）の区別と住み分けが定まった20世紀初頭以降、生産性や運用性に優れる榴弾砲に次いで、近代各国陸軍砲兵の主力火砲の1つとなったカノン砲は第一次世界大戦で多用され、攻城戦や塹壕戦でその大威力を発揮し、同大戦は文字通り火砲中心の戦いとなった。
戦間期には他砲種とともにカノン砲の高性能化や多様化が進み各国陸軍はこれを保有、中でもソ連赤軍は「гаубица-пушка」と称す榴弾砲としては比較的長砲身でカノン砲としては高仰角がとれる新鋭砲、ML-20 152mm榴弾砲を開発し多数を配備した。なお、ドイツ陸軍 (国防軍)は主力重砲として他国のような15cm・12cm級カノン砲を主力とせず、口径21cmの重榴弾砲21cm Mrs 18（長砲身の重榴弾砲相当であるがこれを臼砲と定義）を開発・配備、しかしのちの第二次大戦中期以降は小口径化しながらも最大射程を延伸した17cmカノン砲である17cm K 18に更新している。
同時期の高射砲・対戦車砲・艦砲はその用途上、長射程や高初速が求められるため砲自体はカノン砲の系統であることが多い。1930年代後半に開発された最新鋭砲の中には、日本陸軍の九六式十五糎加農（最大射程26,200m、戦闘重量24,314kg・牽引重量36,054kg）、ドイツ陸軍の17cm K 18（最大射程29,600m、戦闘重量17,520kg・牽引重量23,375kg）など特に長大射程を有する重カノン砲が登場した。
第二次大戦における主要列強各国の主力カノン砲と最大射程・戦闘重量（放列砲車重量）は以下の通りで、これらは主に師団砲兵ではなく軍砲兵・軍団砲兵たる独立部隊 で運用され、進化した航空戦力や重榴弾砲とともに戦闘の雌雄を決する存在となった。
- A-19 122mmカノン砲（ソ連赤軍） - 20,400m・7,250kg
- ML-20 152mm榴弾砲（ソ連赤軍） - 17,230m・7,270kg
- 15cm K 18（ドイツ陸軍） - 24,500m・12,460kg
- 17cm K 18（ドイツ陸軍） - 29,600m・17,520kg
- M59 155mmカノン砲（アメリカ陸軍） - 23,500m・13,880kg
- BL 4.5インチ砲（口径114mm、イギリス陸軍） - 18,000m・5,900kg
- 九二式十糎加農砲（日本陸軍） - 18,200m・3,730kg
- 八九式十五糎加農砲（日本陸軍） - 18,100m・10,422kg
- 九六式十五糎加農砲(日本陸軍） - 26,200m・24,314kg

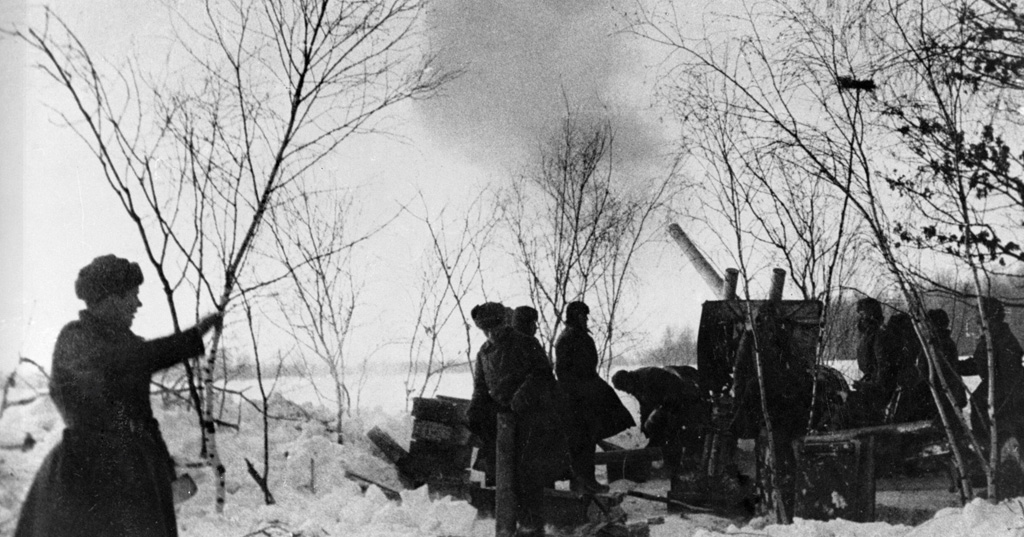
A-19 122mmカノン砲
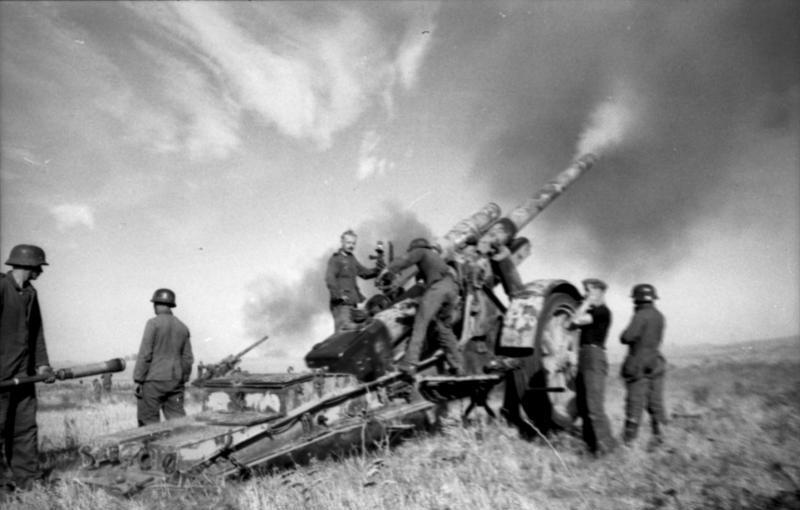
15cm K 18
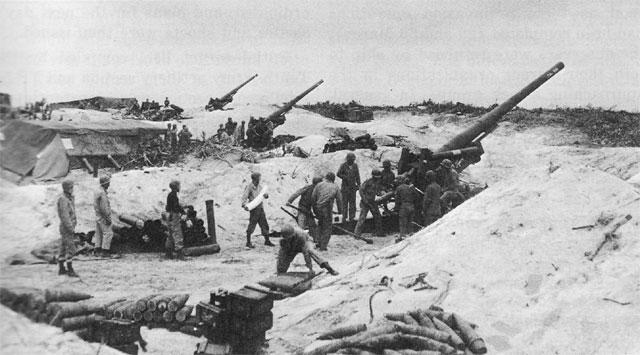
M1/M2 155mmカノン砲
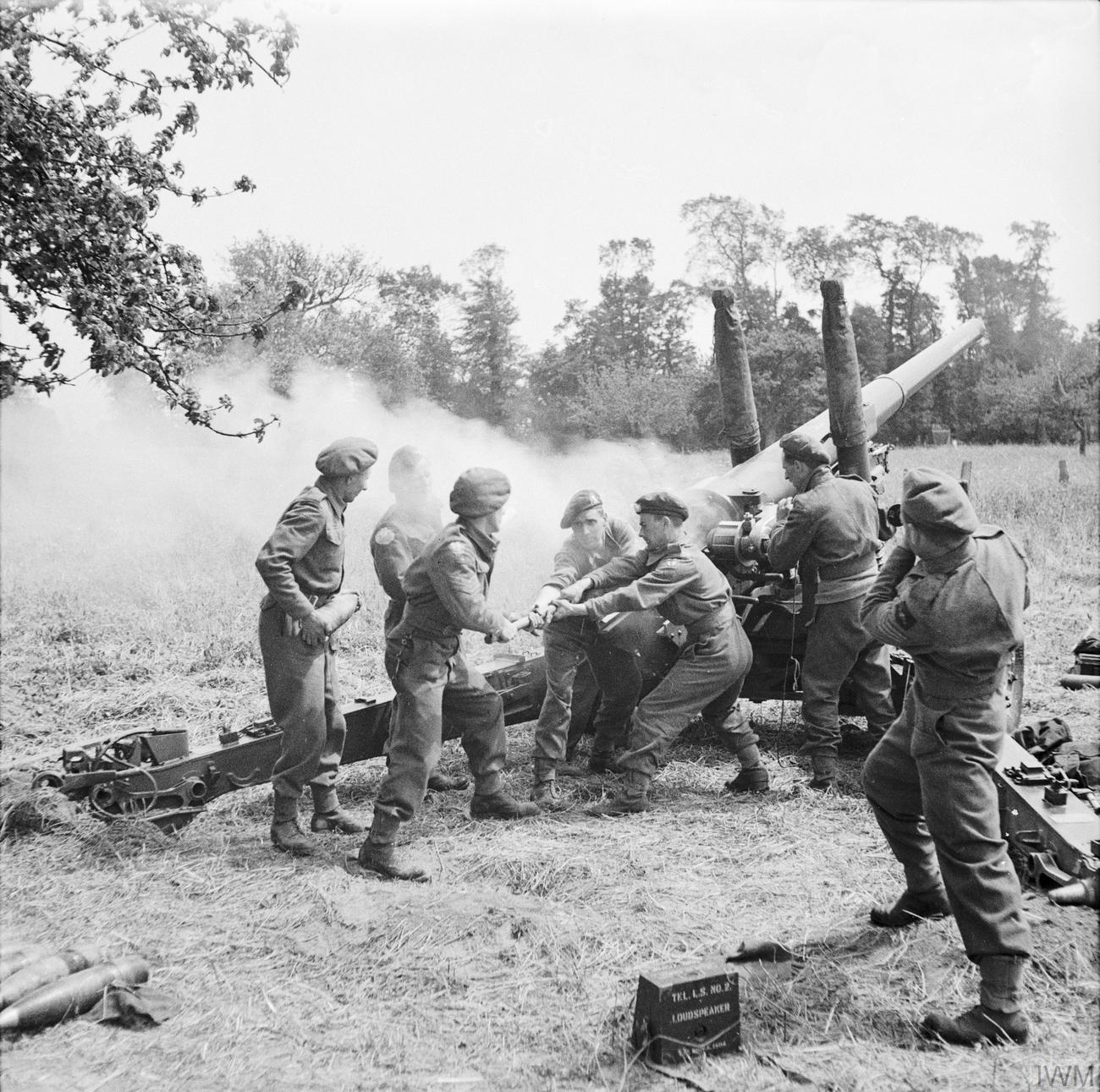
BL 4.5インチ砲
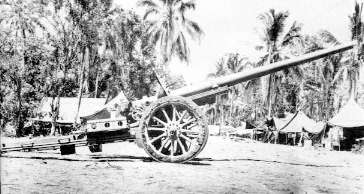
九二式十糎加農
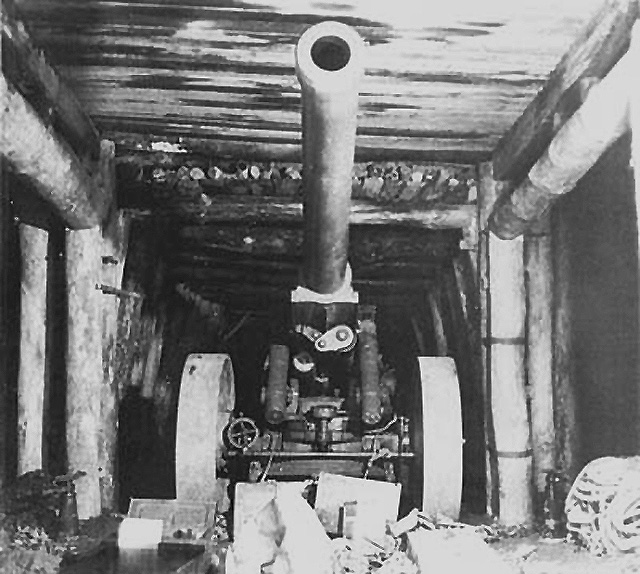
八九式十五糎加農

第二次大戦頃までは野戦砲としての用途のほか、攻城砲・列車砲・要塞砲・沿岸砲として大口径大重量のカノン砲が（榴弾砲と共に）多数使用された。特に第一次大戦において、ドイツ陸軍が開発・実戦投入したパリ砲（口径21cm・砲身長28m・口径長58.8）は最大射程130,000mを記録し、第二次大戦期の主力列車砲である28cm K 5(E)（口径28cm・砲身長21.539m・口径長76.1）は最大射程62,400m（ロケットアシスト弾使用で最大86,000m）、また80cm K(E)（「グスタフ」・「ドーラ」）に用いられたカノン砲（口径80cm・砲身長28.9m・口径長40・最大射程48,000m）は、世界最大口径のカノン砲であると同時に現在に至るまで世界最大の火砲である。

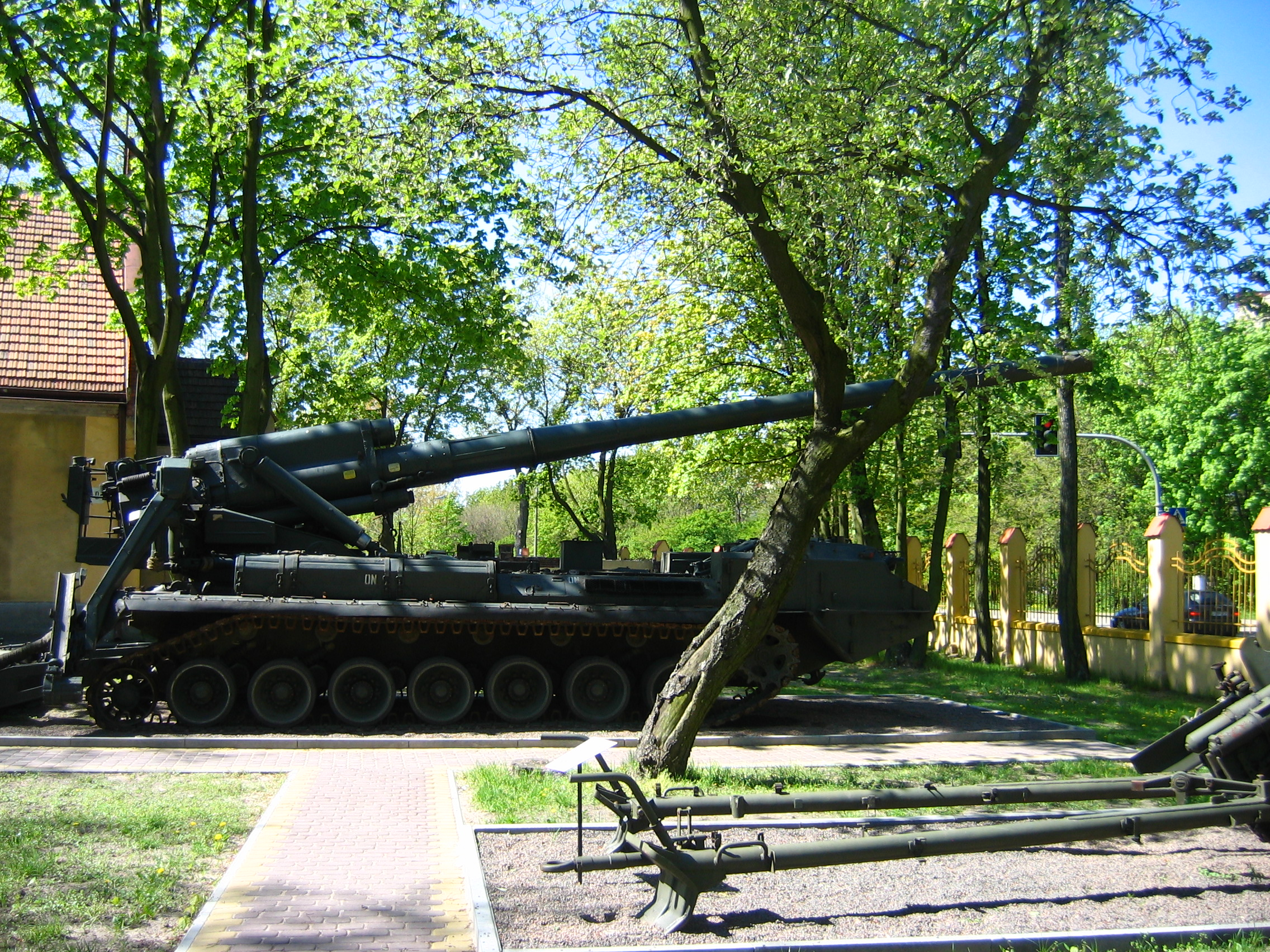
2S7ピオン 203mm自走カノン砲

第二次大戦後、戦前より砲兵戦力に重点を置いていたソビエト連邦軍は、M-46 130mmカノン砲や2A36 152mmカノン砲といったさらに超長砲身の新鋭カノン砲を開発し、これらは同国軍や同盟国・友好国に配備され各地の戦争・紛争・内戦で使用された。2S5ギアツィント 152mm自走カノン砲・2S7ピオン 203mm自走カノン砲・コクサンやM107 175mm自走カノン砲など、カノン砲を自走砲化した「自走カノン砲（自走加農砲）」も開発・採用された。

M109 155mm自走榴弾砲（口径長39）

しかし20世紀後半以降、長砲身の榴弾砲や、長砲身の榴弾砲を搭載する自走砲の出現により、（カノン砲は野砲とともに榴弾砲に統合された形で）榴弾砲とカノン砲の区別は事実上なくなってしまっている。これら現用の155mm / 152mm榴弾砲の口径長は、第二次大戦当時の分類に従えばカノン砲に相当する39・45、あるいは52口径が主体であり、またロケットアシスト弾（RAP弾）やベースブリード弾（BB弾）といった特殊（特種）な長射程弾を使用することにより、40,000m弱から80,000mほどの長大な射程をもつようになった。
21世紀初頭現在において、狭義のカノン砲・自走カノン砲を運用しているのはソ連軍の後身でありその装備を引き継いだロシア軍と旧東側諸国軍などいくつかの国に限られ、（ロシア軍を含む）世界においては牽引榴弾砲や自走榴弾砲、BM-27・BM-30・TOS-1やMLRSを筆頭とする自走ロケット砲が砲兵戦力の主体となっている。

## カノン砲一覧

### 第一次世界大戦
フランス

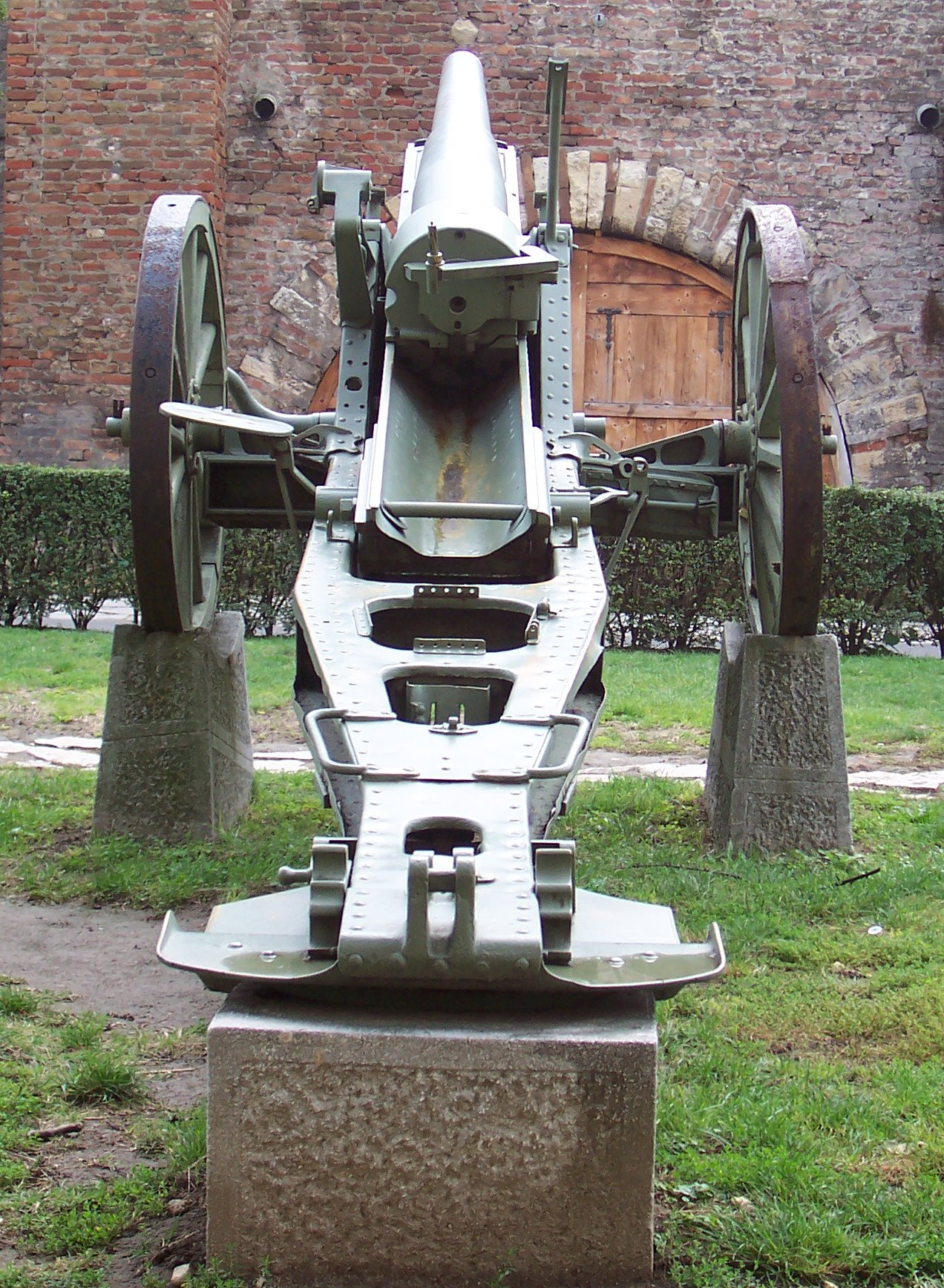
シュナイダーM1913 105mmカノン砲
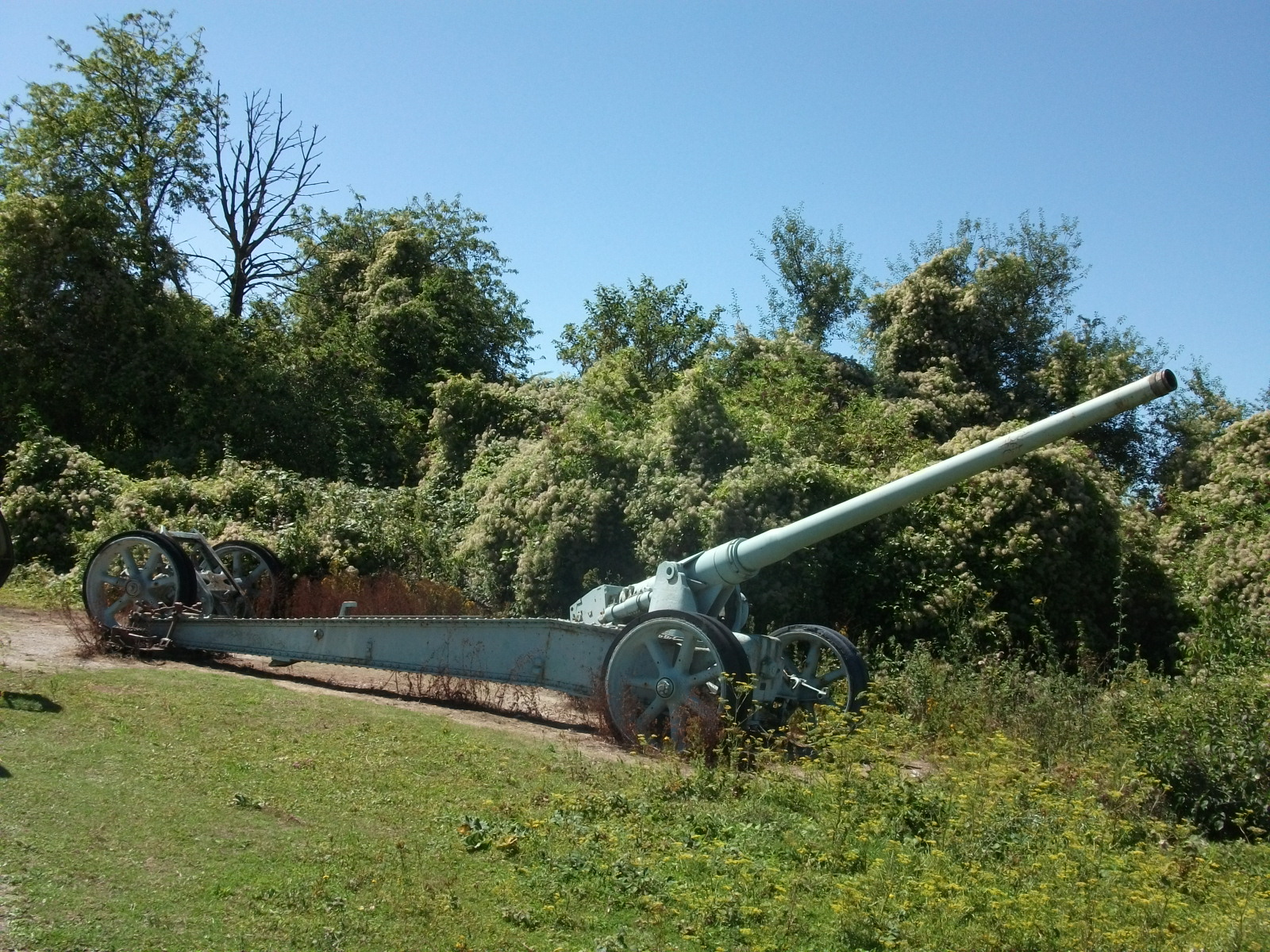
GPF 155mmカノン砲
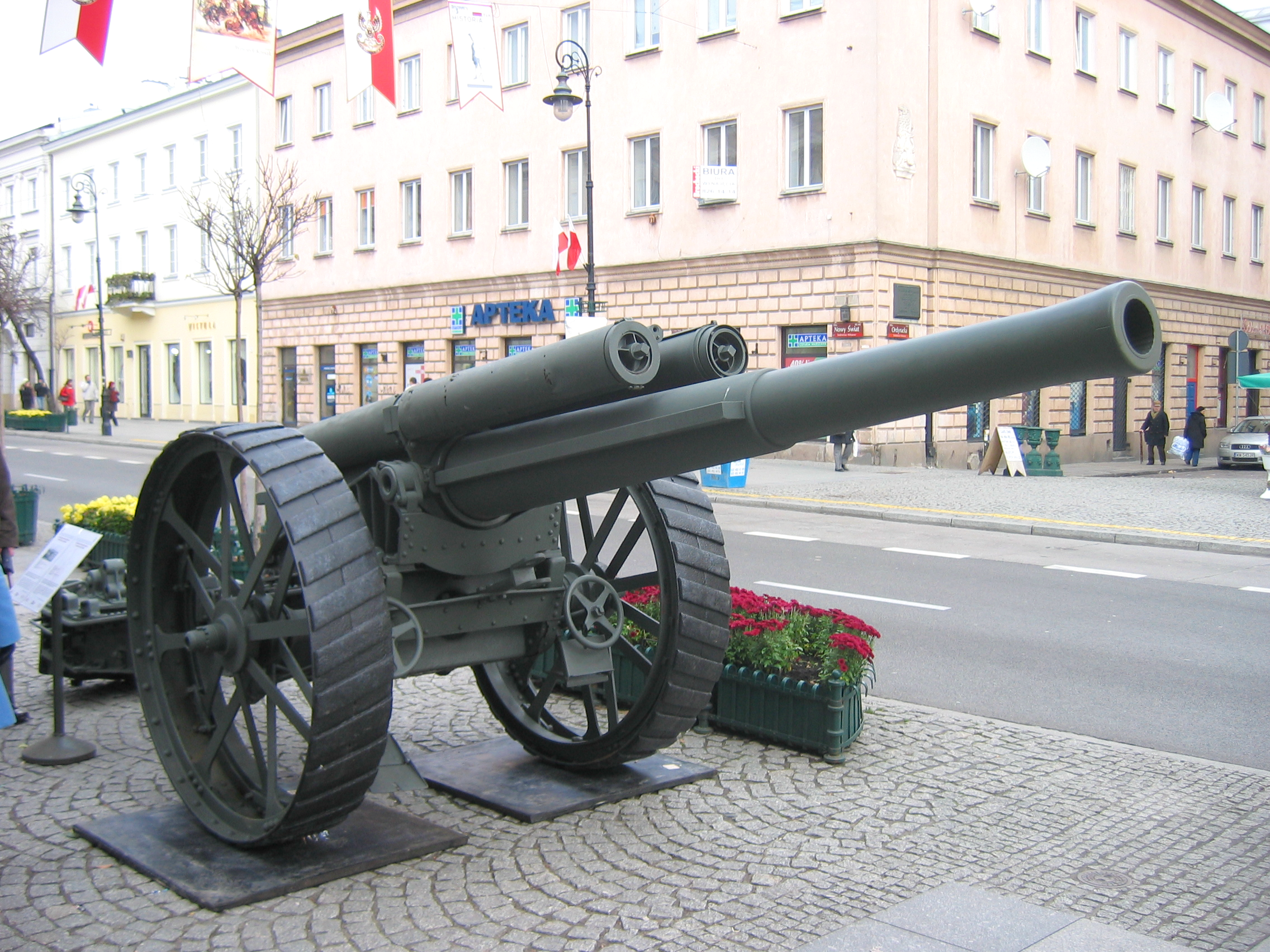
L Mle 1884 240mmカノン砲
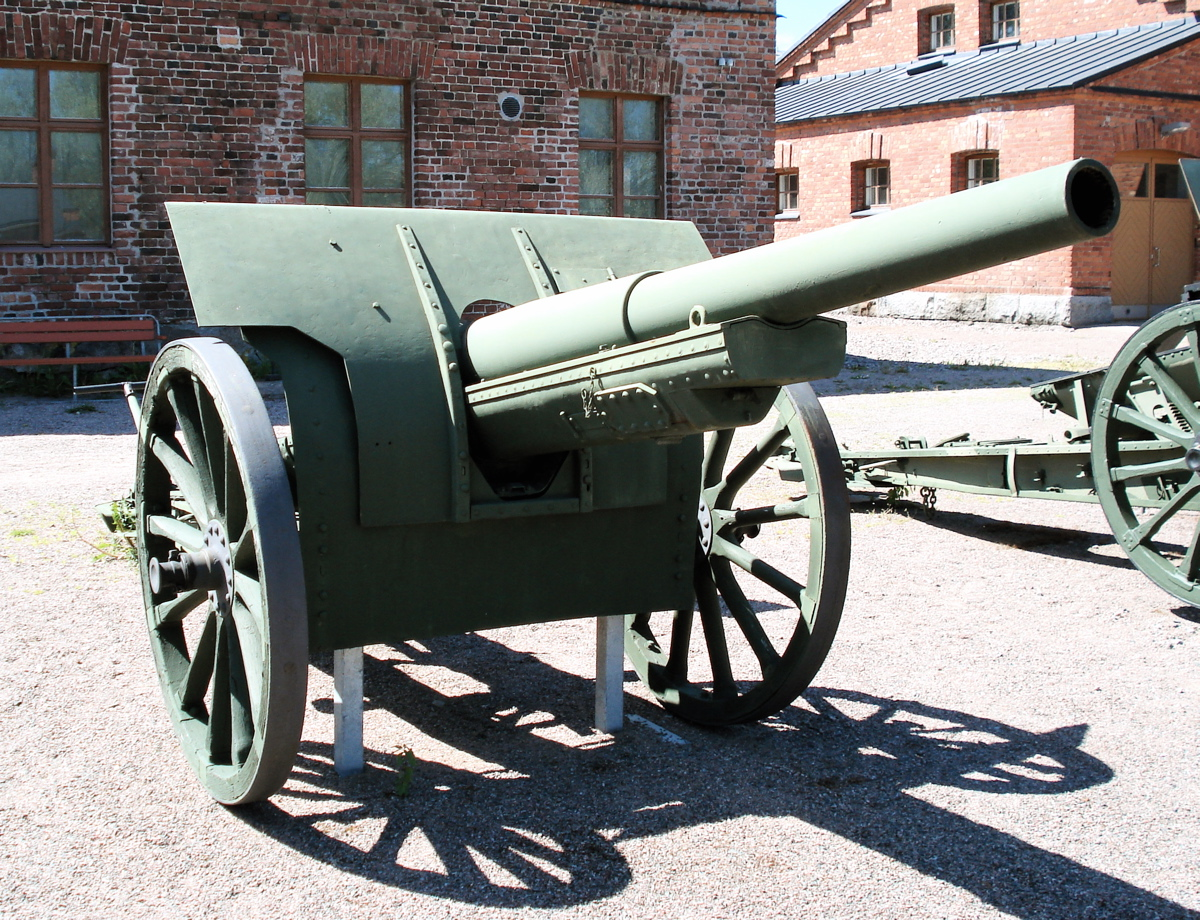
M1910 107mmカノン砲
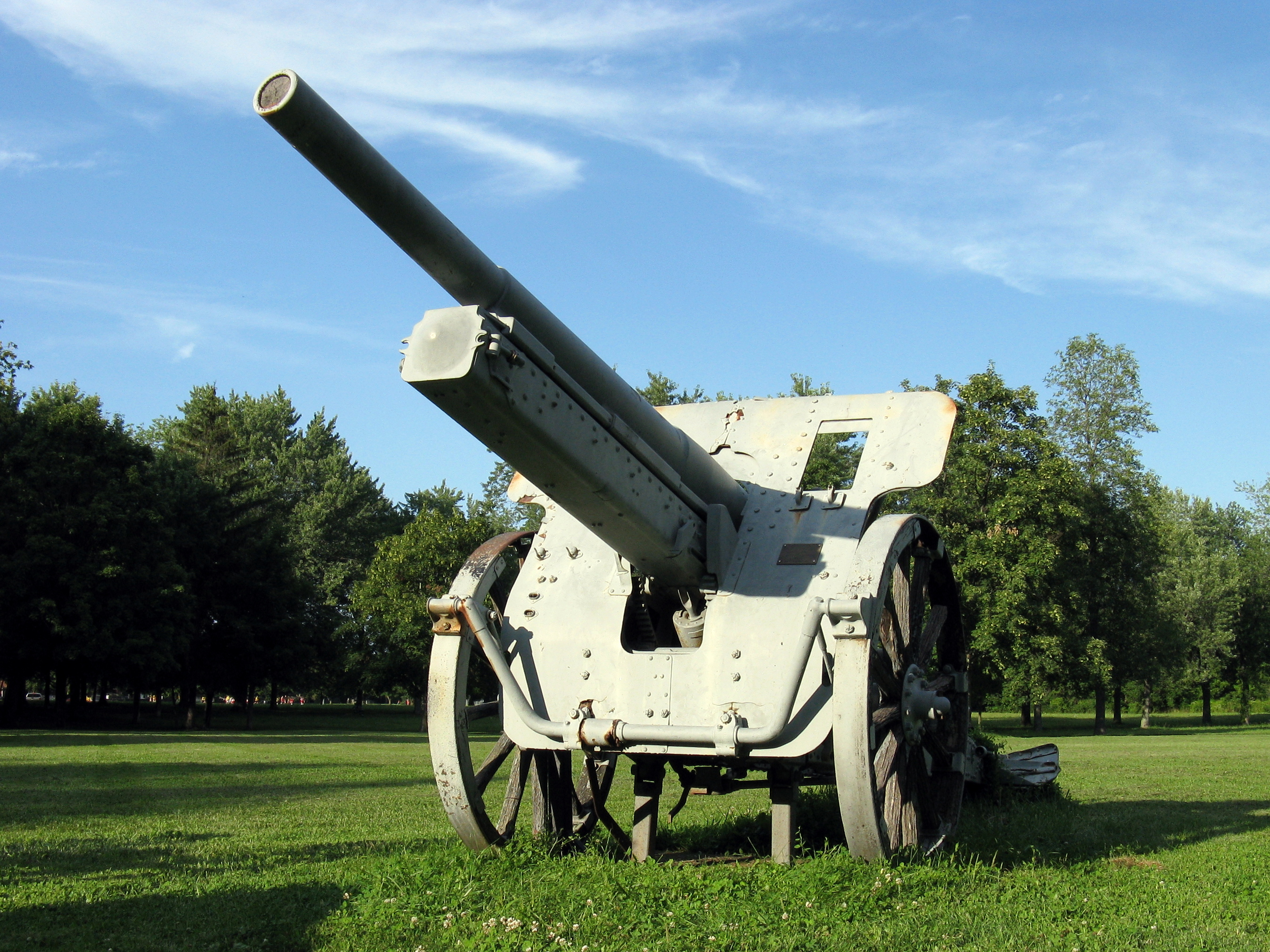
10cm K14
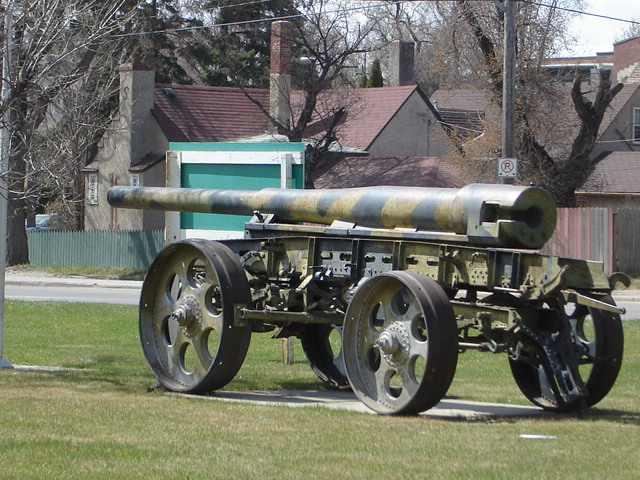
15cm K 16
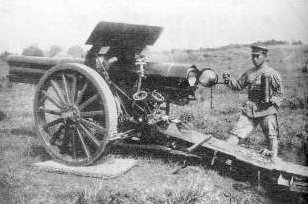
三八式十糎加農

 イギリス
- BL 60ポンド砲
- QF 4.7インチ砲
- BL 6インチ砲 Mk7
- BL 6インチ砲 Mk19

 ロシア帝国
- M1877 107mmカノン砲
- M1910 107mmカノン砲
- M1877 152mmカノン砲
- M1904 152mmカノン砲
- M1910 152mmカノン砲

 ドイツ帝国
- 10cm K 04
- 10cm K 14
- 10cm K 17
- 15cm K 16

 大日本帝国
- 三八式十糎加農

- シュナイダーM1913 105mmカノン砲
- GPF 155mmカノン砲
- BL 60ポンド砲
- M1910 107mmカノン砲
- 10cm K14
- 15cm K 16
- 三八式十糎加農

### 第二次世界大戦
ソビエト連邦

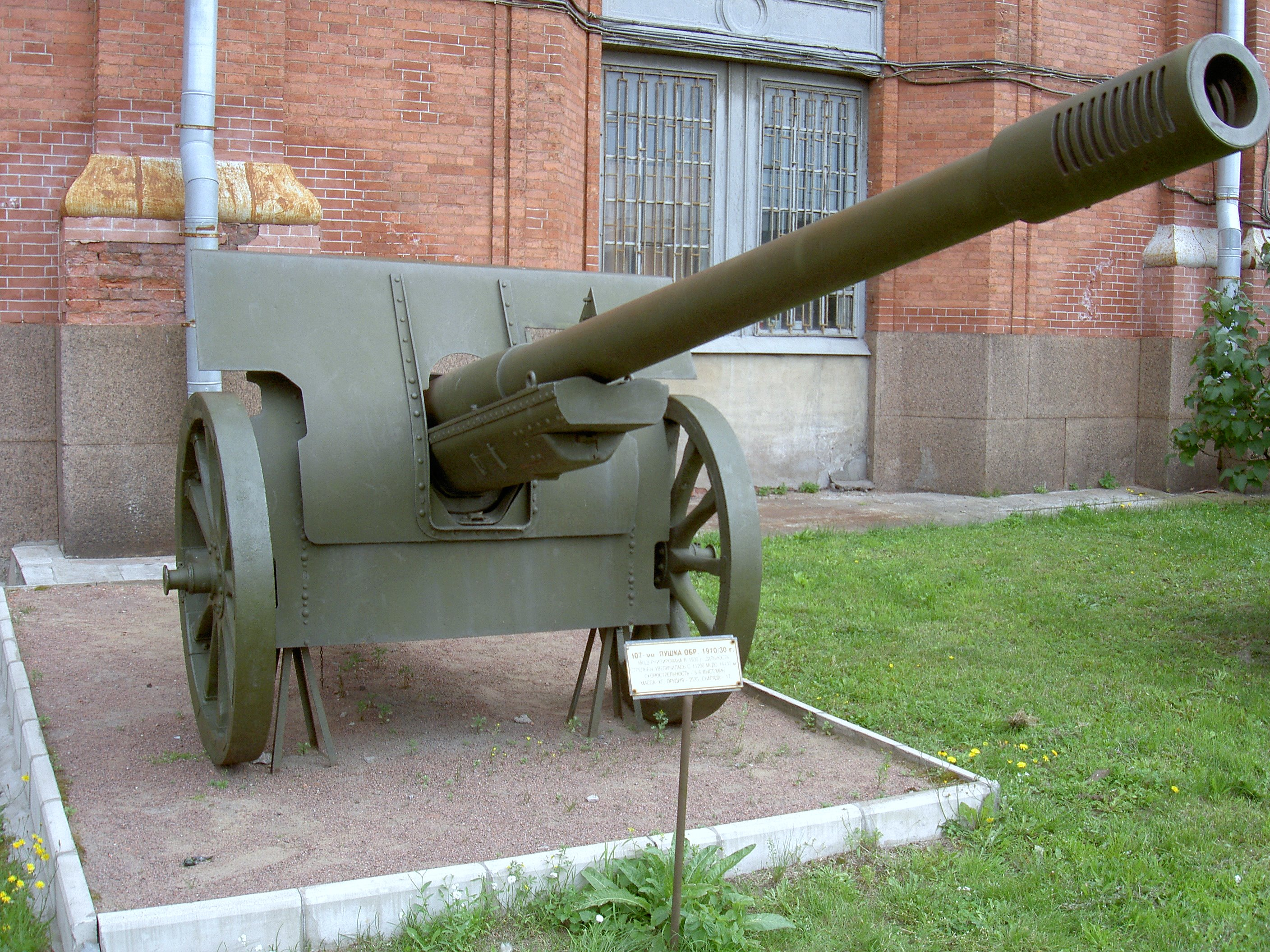
M1910/30 107mmカノン砲
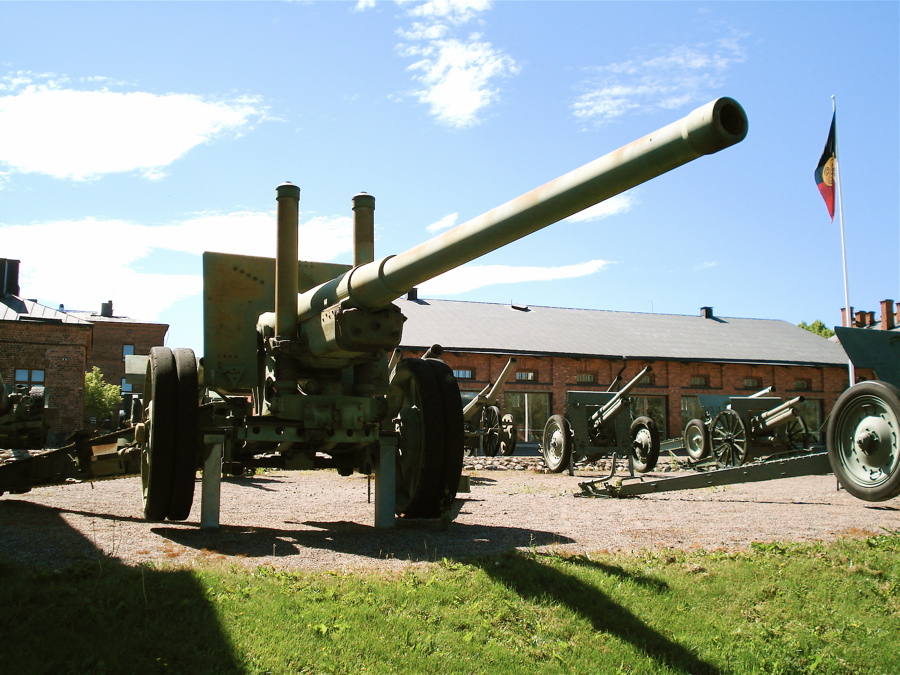
A-19 122mmカノン砲
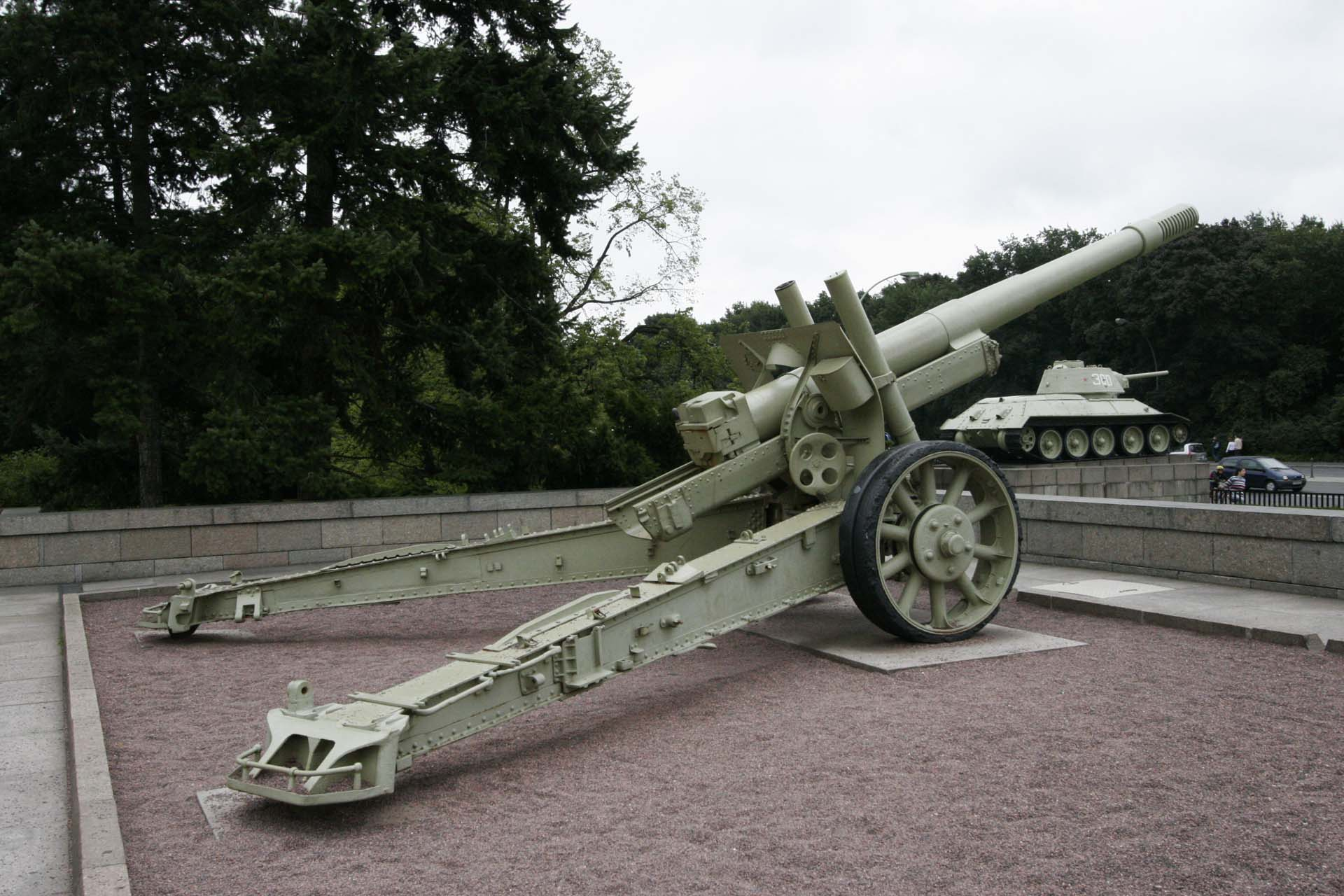
M1910/30 152mmカノン砲
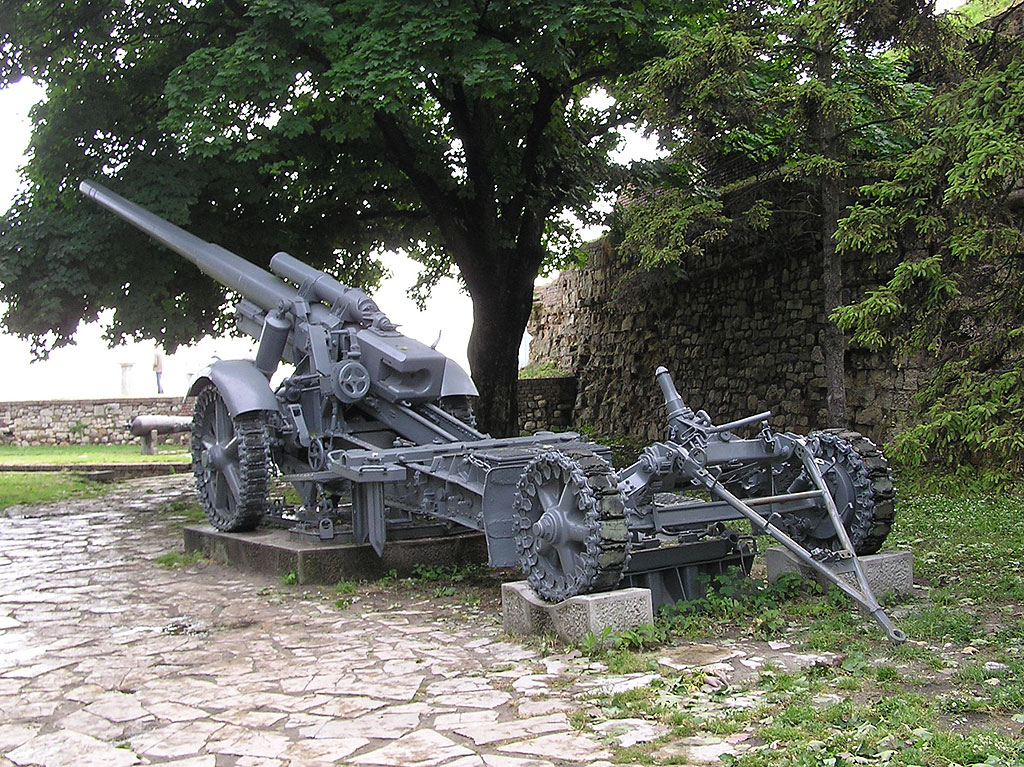
M1910/34 152mmカノン砲
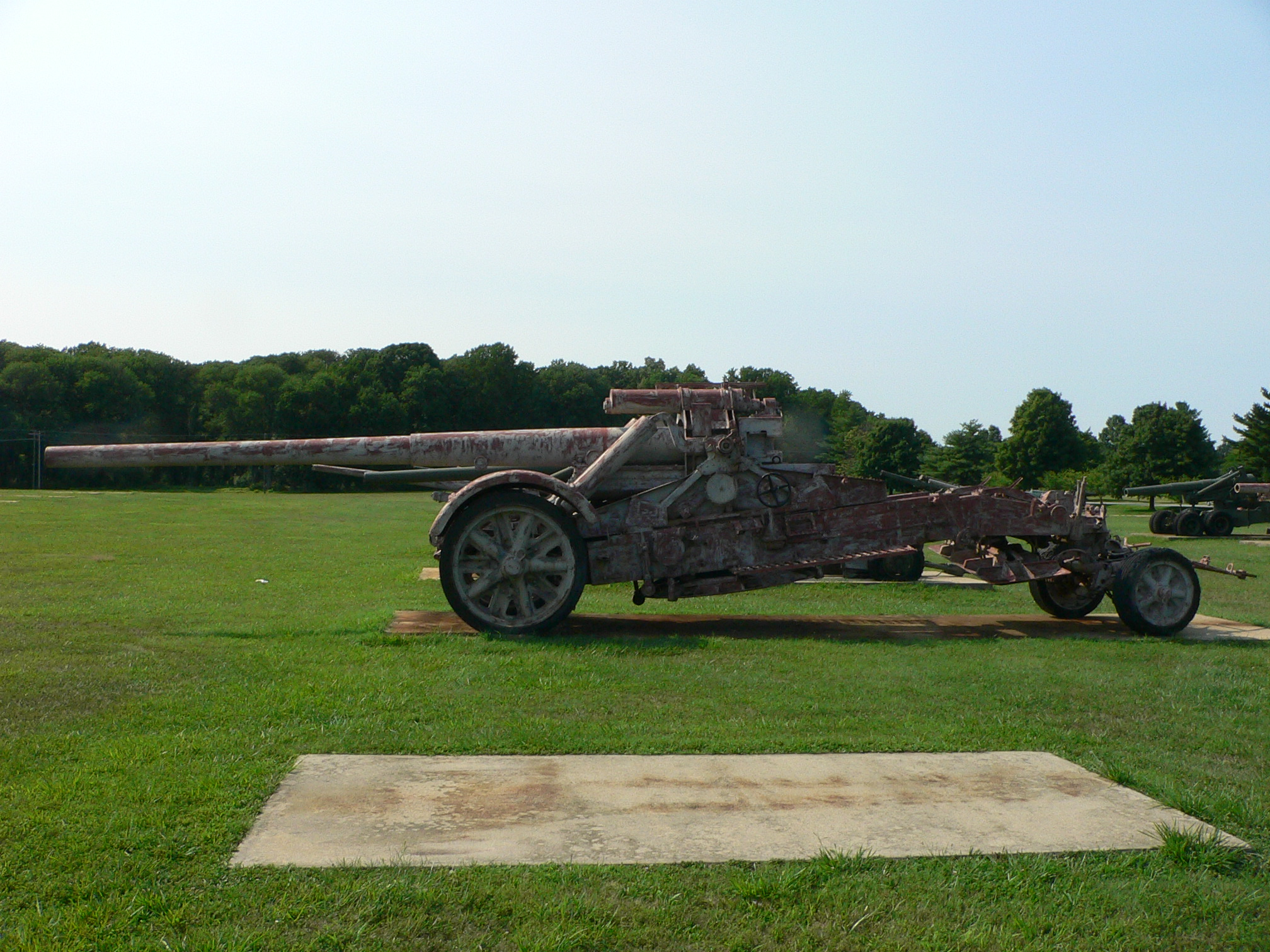
17cm K 18
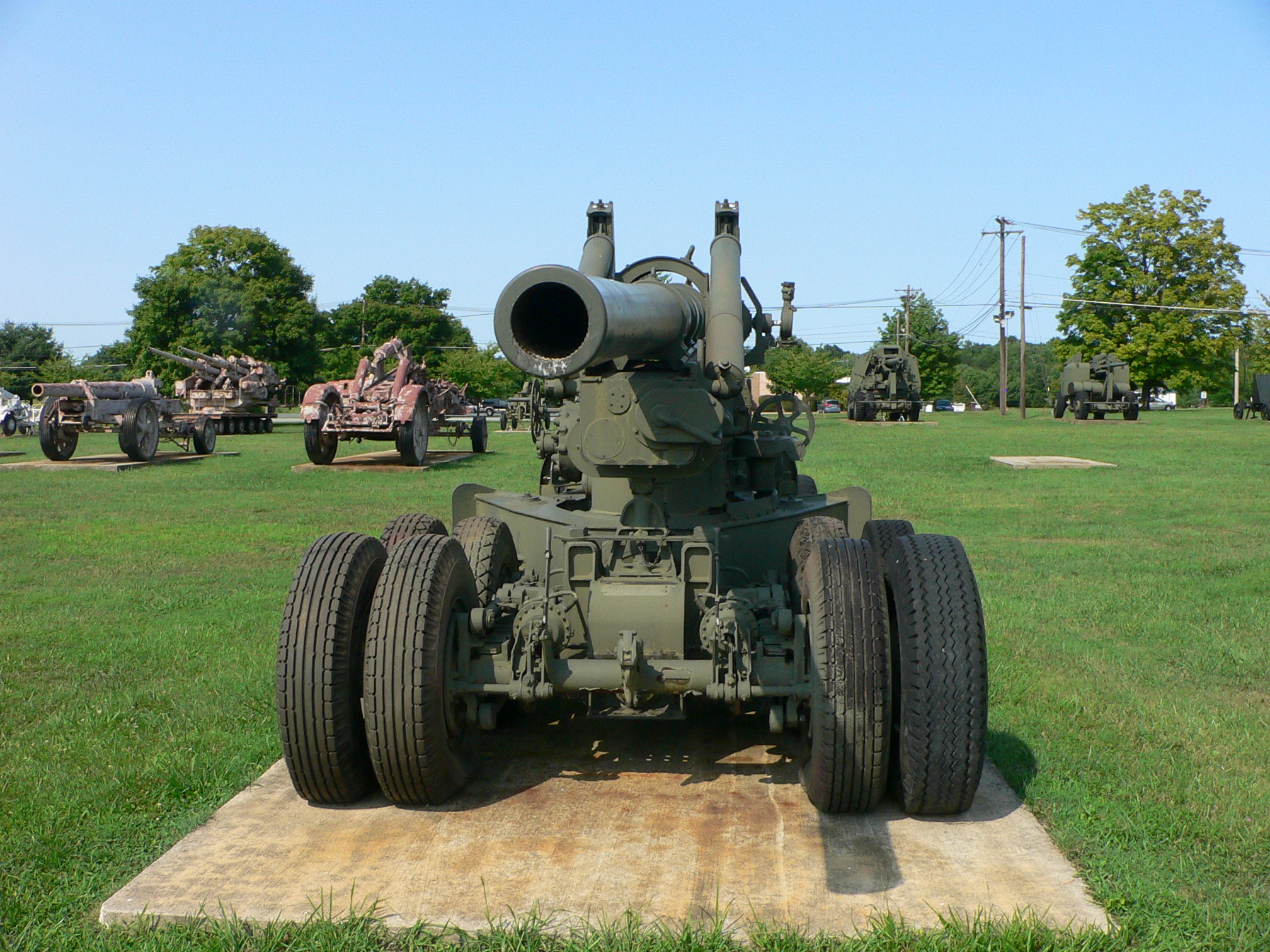
ML-20 152mm榴弾砲
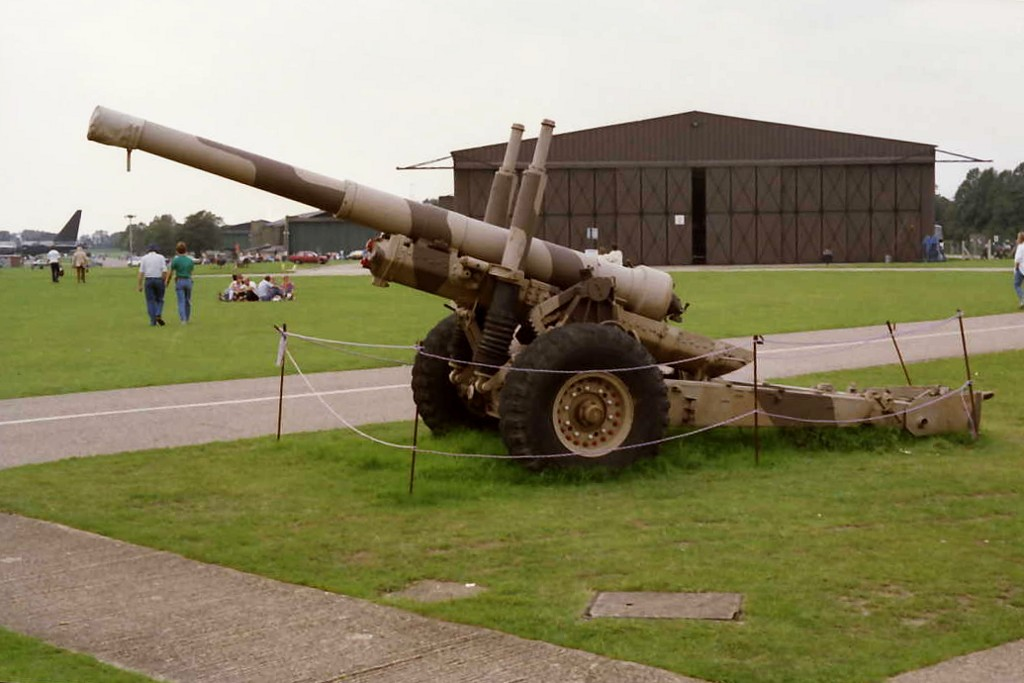
Br-2 152mmカノン砲
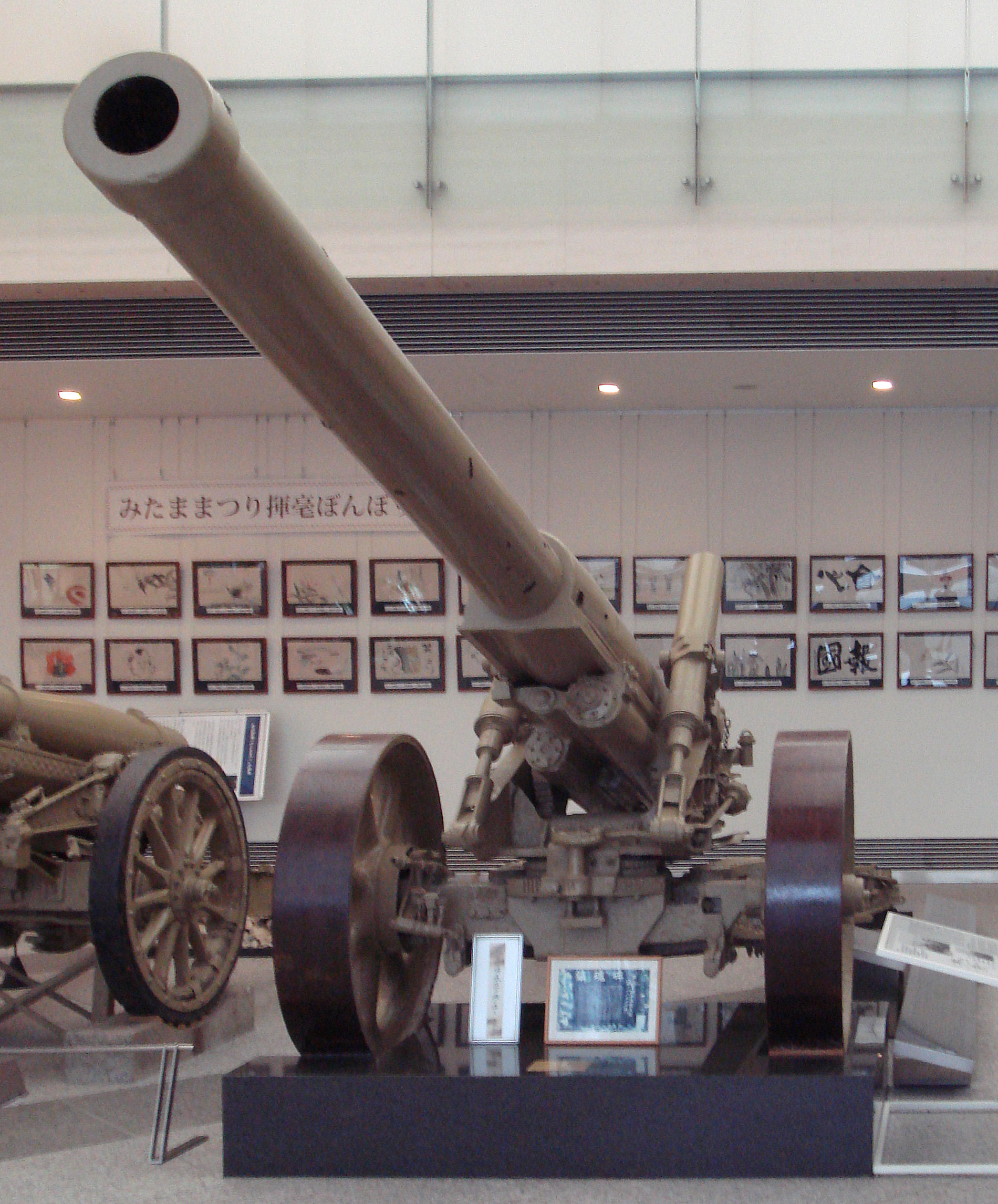
八九式十五糎加農

 ドイツ国
- 10.5cm sK 18
- 12.8 cm PaK 44
- 15cm K 18
- 15cm K 39
- 17cm K 18
- 24cm K 3

 イタリア王国
- Da 149/40 modello35

 アメリカ合衆国
- M1 4.5インチ砲
- M59 155mmカノン砲
- M1 203mmカノン砲

 イギリス
- BL 4.5インチ砲
- BL 5.5インチ砲

 大日本帝国
- 十四年式十糎加農
- 八九式十五糎加農
- 九二式十糎加農
- 九六式十五糎加農

- M1910/30 107mmカノン砲
- A-19 122mmカノン砲
- ML-20 152mm榴弾砲
- 15cm K 18
- 17cm K 18
- M1 / M2 155mmカノン砲
- BL 5.5インチ砲
- 八九式十五糎加農

### 第二次世界大戦後
ソビエト連邦 /  ロシア

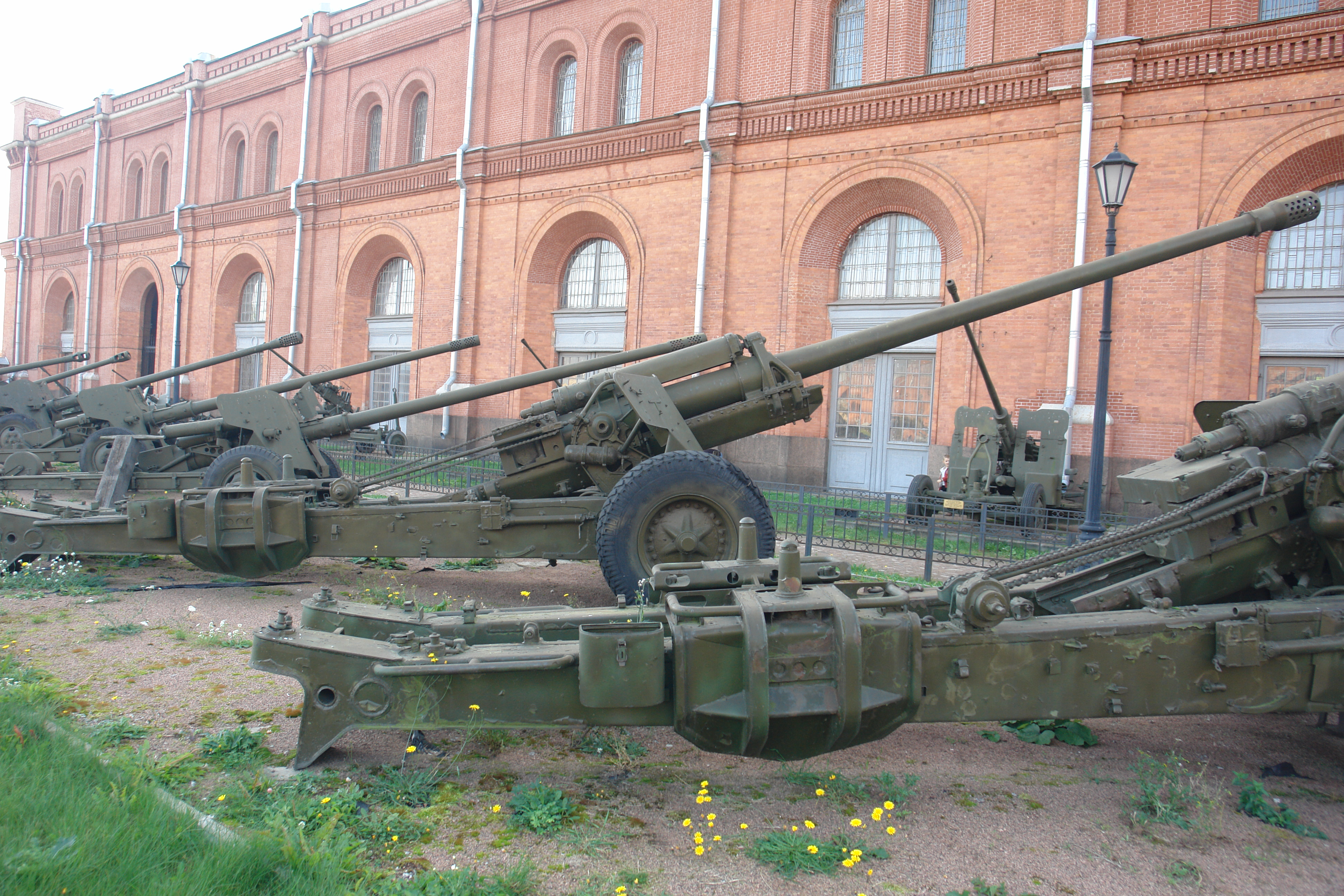
M-46 130mmカノン砲
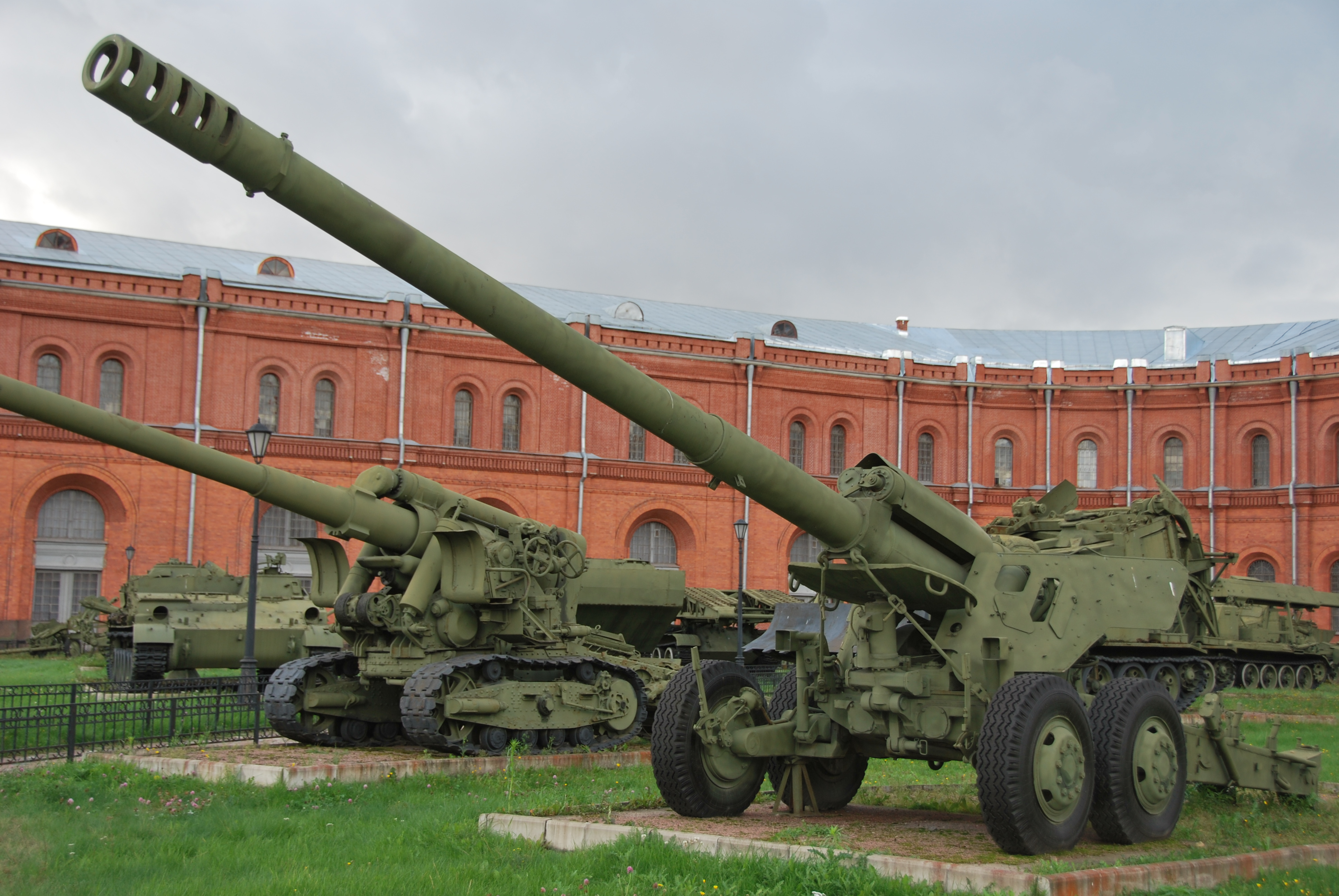
D-74 122mmカノン砲
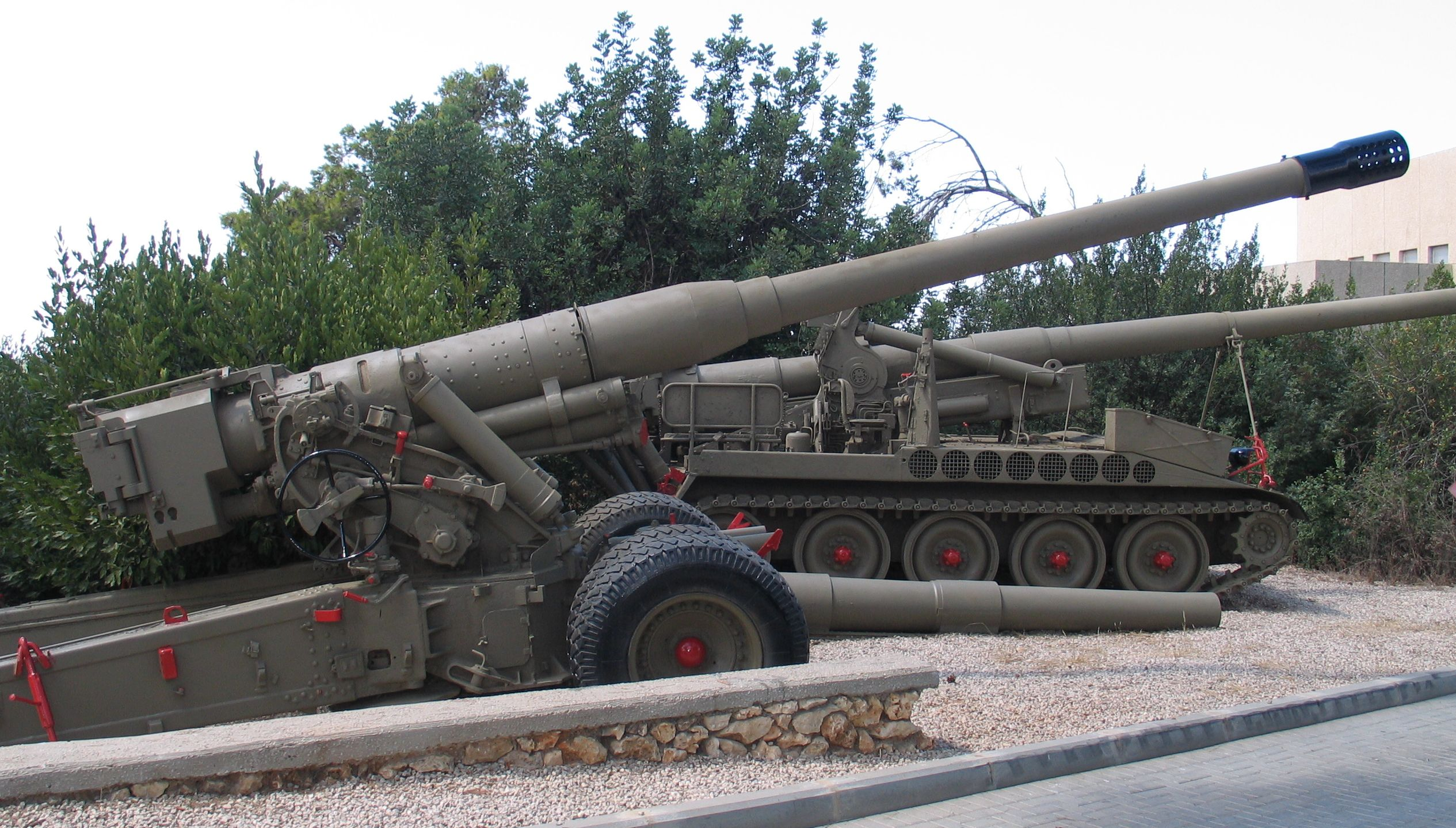
2A36 152mmカノン砲
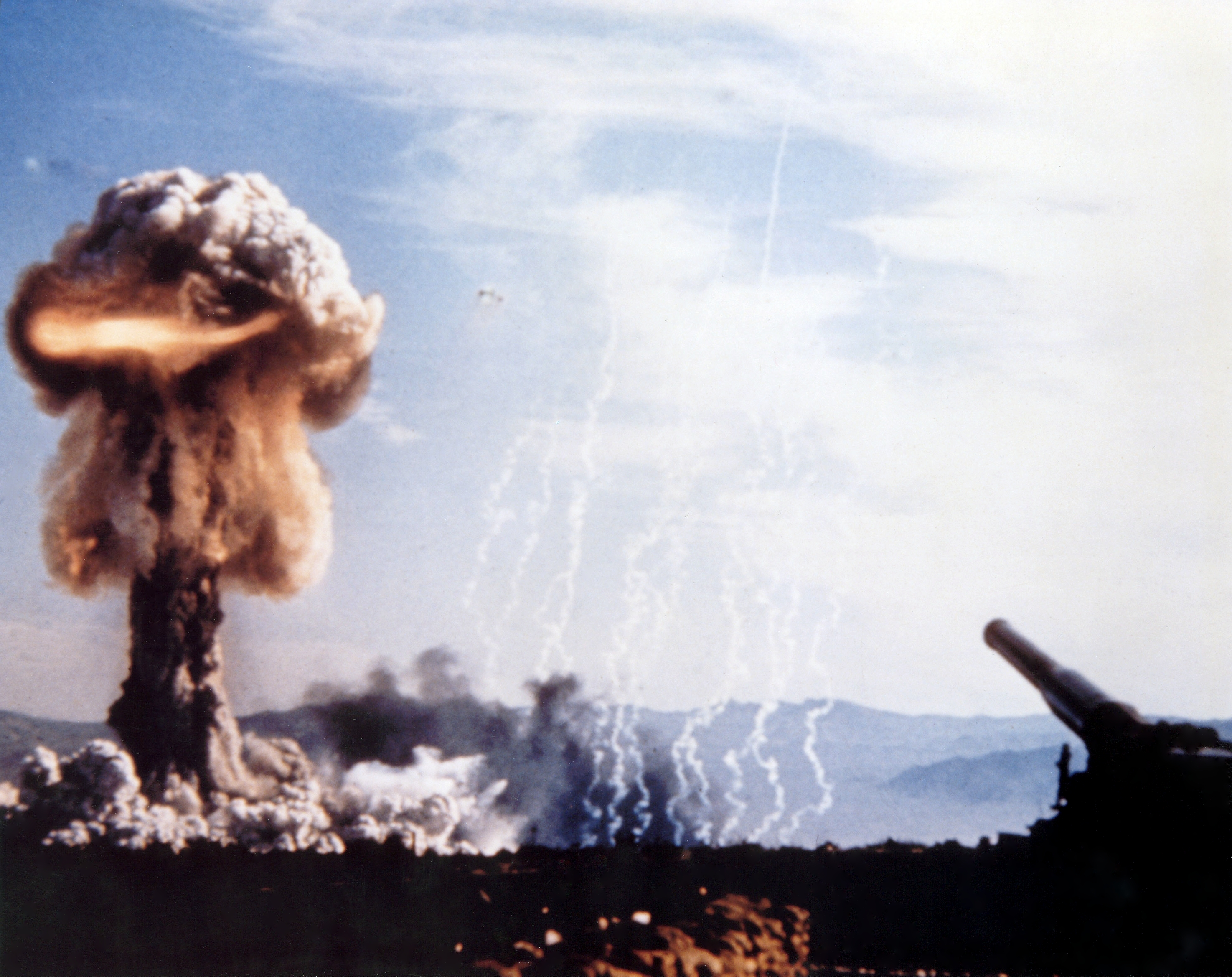
S-23 180mmカノン砲

 アメリカ合衆国
- M65 280mmカノン砲

- M-46 130mmカノン砲
- 2A36 152mmカノン砲
- S-23 180mmカノン砲
- M65 280mmカノン砲（核砲弾の発射実験）